# 日產Tiida
日產Tiida（日語：日産・ティーダ）是由日本日產汽車公司自2004至2023年製造販售的緊湊型轎車（compact car）。由於日產汽車和法國雷諾汽車具有聯盟合作關係，該款車之底盤（稱為「B平台」）與第二代雷諾Mégane、第三代March共用，但前二者延長其軸距而成。此款車在臺灣、日本、俄羅斯等地稱為Tiida，另外日本針對三廂式四門轎車稱作Tiida Latio。而二廂式五門掀背車在中國大陸、香港等地稱作騏達，三廂式四門轎車稱為頤達；但中國大陸於2016年改款稱Tiida，不再使用前述名稱。美國和加拿大市場叫做Versa；新加坡、馬來西亞、印度尼西亞等地則命名為Latio；此外在一部分南美洲國家銷售的掛上道奇汽車的品牌，稱為Trazo。

## 概要
當初日產汽車規劃此款車為亞洲地區的主力戰略車種，2006年該公司開始在墨西哥阿瓜斯卡連特斯工廠投產，瞄準美國及加拿大的次緊湊型車（subcompact car）市場。翌年此工廠更外銷至愛爾蘭、波蘭、匈牙利等歐洲國家，以暫時填補因日產Almera停產後小型家庭用車的空位。根據日產汽車的安排，日本神奈川縣的追濱工廠供給日本地區，臺灣市場乃由裕隆汽車三義工廠製造供給，中國大陸市場則由東風日產乘用車公司花都工廠（即廣州風神汽車有限公司）供應，泰國日產汽車供應泰國、澳洲市場，而北美洲市場則是墨西哥阿瓜斯卡連特斯工廠負責製造。
關於車名的語源，乃來自具有「自然之調和、潮流」之意的英語「tide」，而Tiida的發音近似琉球語的太陽。另外，北美版的「Versa」乃從「versatile space」縮寫，具有「多樣化空間」的意義。

## 第一代：C11型（2004年－2012年）
2003年 - 10月31日日產汽車在第37屆東京車展上展出名為「C-NOTE」的概念車，這是日後Tiida發展的底本。
2004年 - 9月30日二廂式五門掀背車型在日本市場正式發表，負責改裝車業務的日產汽車子公司Autech Japan也同時發表名為「AXIS」的改裝套件。動力來源為1,498c.c.直列四缸雙頂置凸輪軸 HR15DE型引擎，最大馬力109ps / 6,000rpm，扭力峰值148N·m / 4,400rpm。同年10月29日追加原廠代號SC11型的Tiida Latio，乃三廂式四門轎車型。
2005年 - 1月11日開始搭載新開發的1,798c.c.直列四缸雙頂置凸輪軸 MR18DE型引擎，最大馬力128ps / 5,200rpm，最大扭力176N·m / 4,800rpm。同年4月19日，東風日產乘用車公司將國產化Tiida正式上市，二廂式五門掀背車型稱作騏達，三廂式四門轎車型則叫做頤達。動力來源除前述之MR18DE型引擎外，另有1,598c.c.直列四缸雙頂置凸輪軸 HR16DE型引擎，最大馬力109ps / 6,000rpm，扭力峰值152N·m / 4,400rpm；變速系統則有四速自排、五速手排可供選擇。
2006年 - 6月8日臺灣裕隆日產汽車和泰國日產汽車也分別發表國產化的Tiida，同樣有1.6L HR16DE型和1.8L MR18DE型二種動力可供選擇，變速箱則為四速自排的設定。7月日產汽車以Versa之名在北美洲上市，區分成S、SL二種等級，皆搭載1.8L MR18DE型引擎，S規配備六速手排或四速自排變速箱、SL規為Xtronic CVT變速箱。同年12月25日日本發表小改款，另可選購HDD Navi導航系統。
在全球市場，日產汽車總共為Tiida配置了下述幾具引擎：
1. 1.5L直列四缸雙頂置凸輪軸 HR15DE型引擎。
2. 1.6L直列四缸雙頂置凸輪軸 HR16DE型引擎。
3. 1.8L直列四缸雙頂置凸輪軸 MR18DE型引擎。
4. 1.5L直列四缸共軌噴射K9K型柴油引擎：由日產汽車和法國雷諾汽車共同開發。

在新加坡，不論二廂式五門掀背車型或三廂式四門轎車型一律稱作Latio。在印尼，1.6L四門轎車型僅能作為計程車，1.8L掀背車型則為私家車。
2007年 - 6月5日日本發表特別仕樣車「Plus navi HDD」，搭載日產汽車開發的Carwings車載資訊系統，另外增加了黑色內裝。由於中國大陸汽車市場的迅速發展，11月該地比原產國日本更早發表小改款：騏達增加金、藍、銀三種車色，頤達則增加銀、紫二種車色。至於進氣壩從黑色改成銀色，並加上亮銀色飾件。全車系將四輪碟煞和儀表油耗顯示列為標準配備，主力車型標配六片式CD播放機、自動啟閉式大燈、恆溫空調等，頂級車型另增側邊安全氣簾。自同年起，Tiida開始向歐洲某些國家地區投放。有趣的是，日產汽車並未在英國市場正式上市，但蘇格蘭汽車貿易商阿諾·克拉克汽車公司（Arnold Clark Automobiles Limited）卻透過管道自2009年3月起引進英國與愛爾蘭（後者的時速表與里程表採用公制單位）。
2008年 - 1月28日日本發表小改款，進氣格柵、前後保險桿、尾翼、輪圈蓋等皆有改變，增加儀表油耗顯示。此外，運動取向的「NISMO S-tune Package」特別仕樣車也同時推出。12月17日該市場另發表限量的「Plus Navi HDD Safety」車款。
2009年 - 10月5日美國市場推出小改款，將可外接iPod與MP3等音源的USB與Aux-in介面、VDC車身動態穩定控制系統（vehicle dynamic control之縮寫）、循跡控制系統等列入標準配備。1.8L轎車型更改新款15吋鋁圈，1.8L掀背車型亦變更新款16吋鋁圈。另外，1.8 SL車型可加價選配衛星導航升級組合，包括一具5吋全彩液晶螢幕、衛星廣播系統、路況即時通報等功能。11月臺灣市場也發表小改款，全車系增加了整合於尾燈組中的後霧燈，並增加藍、金二種車色。至於配備方面，增添「Eco-Driving節能輔助視窗」，將車速與瞬間油耗顯示功能整合在抬頭顯示器上。另有巡航定速裝置與頭燈水平調整，全車系也取消以前的六片式CD音響，換裝MP3+Aux-In單CD音響主機。頂級P規車取消HID，一律改成鹵素大燈。
2010年 - 4月15日臺灣裕隆日產汽車推出「Tiida Z」特別仕樣車，加裝前下巴、後下導板、雙側裙、尾翼等空力套件。10月28日由於引擎繼電器中的二極體製造時出現瑕疵，可能導致訊號傳遞不正常，最嚴重則可能在行駛中引擎突然熄火。日產汽車宣布全球召回大約214萬輛車，臺灣也宣布召回965輛四門房車車型，該批車輛為2006年5月10日至6月12日之間所生產。
2011年 - 5月底中國大陸市場率先推出大改款的第二代Tiida，但其他區域仍繼續銷售第一代車型。日本地區一直等到2012年6月才終止第一代車型的生產，並以9月上市的第二代Note作為後繼車種。同年6月1日，臺灣裕隆日產汽車推出「Mr. Tiida」特別仕樣車，引擎蓋、座椅、門飾板、尾翼、LED後視鏡等部件皆有黑灰格紋，限量500臺，並擁有專屬之貴族徽章鑰匙圈。
2018年 - 臺灣裕隆日產汽車正式停產四門車型，在此之前，該車款是該市場唯一無ABS防鎖死煞車系統的車。
美國公路安全保險協會（Insurance Institute for Highway Safety，縮寫成IIHS）針對2007年至2012年式的第一代Versa五門掀背車版和四門轎車版撞擊測試的總體評價為「良好」，其中僅有頭頸部傷害為「可接受」，其他部位皆為「良好」。

#### 電動原型車

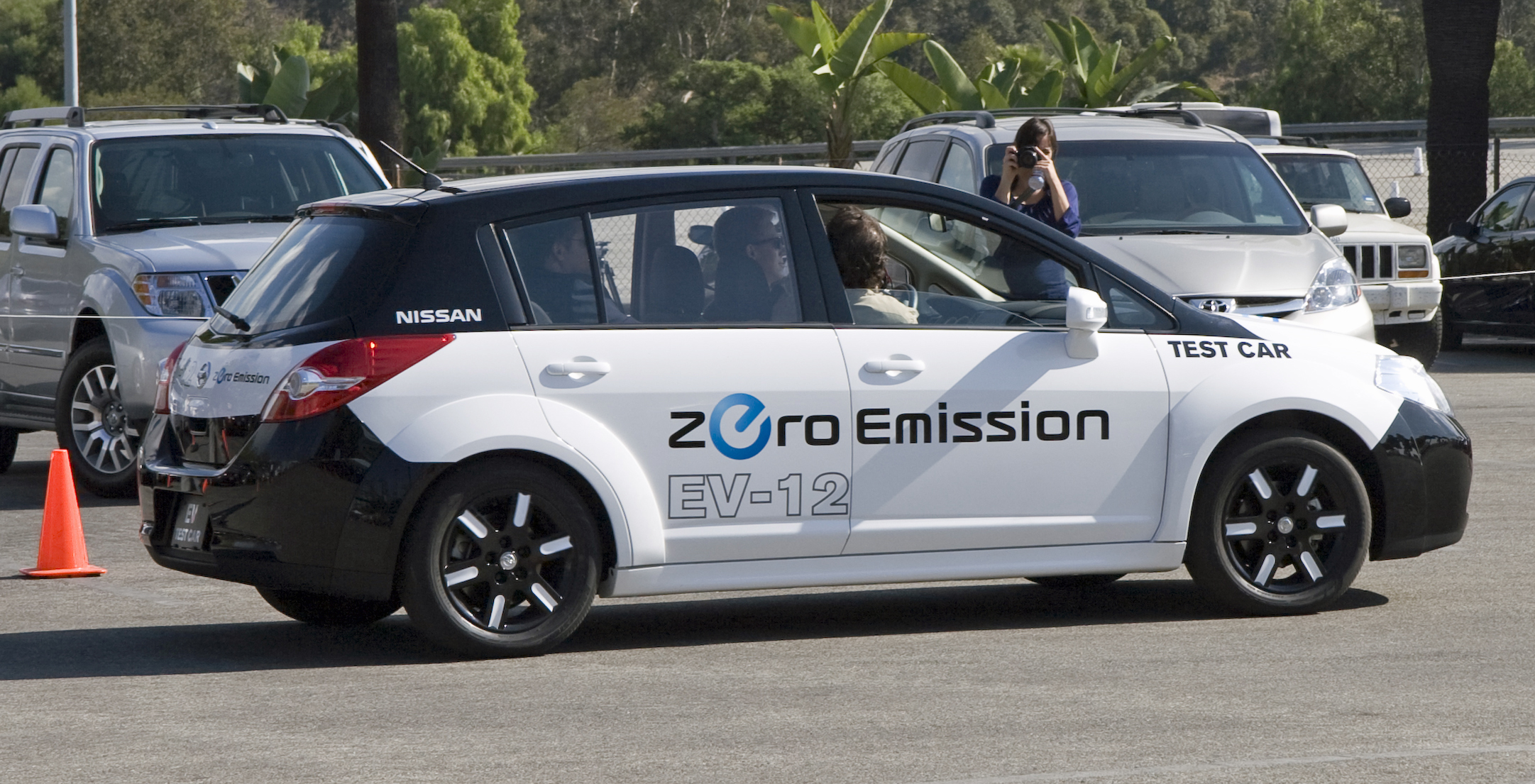
圖為EV-12電動原型車

2009年2月8日日產汽車在其橫濱總部發表一款名為「EV-11」的電動原型車，這款使用鋰離子電池作為電力來源的電動車乃基於Tiida而開發，搭載一具最大可輸出280N·m（210lb·ft）的電動馬達，充飽電力後可行駛約160公里。

#### 啟辰D50與R50
由於中國大陸汽車市場的發展迅速，東風日產與日本母廠建立另一合資自主品牌「啟辰」，首部代表作乃以三廂式四門轎車型頤達改造的「D50」，正式在2012年北京車展亮相。第二款作品則是以二廂式五門掀背車型騏達改造的「R50」，於2012年成都車展發表。這兩款車骨子裡和Tiida如出一轍，動力來源同為1,598c.c.的直列四缸HR16DE型汽油引擎，最大馬力115hp / 6,000rpm、峰值扭力15.6公斤·公尺 / 4,400rpm，可搭配五速手排或四速自排變速箱系統。外觀造型方面則出現很大的更動：車頭水箱罩、前保桿、頭燈組、車尾廂門、尾燈組及後保桿等均和原來的Tiida不同。全車系標準配備包括前座雙安全氣囊、ABS+EBD+BA整合煞車系統等，而鋁圈、天窗、霧燈等配備則依不同等級而有所差異。

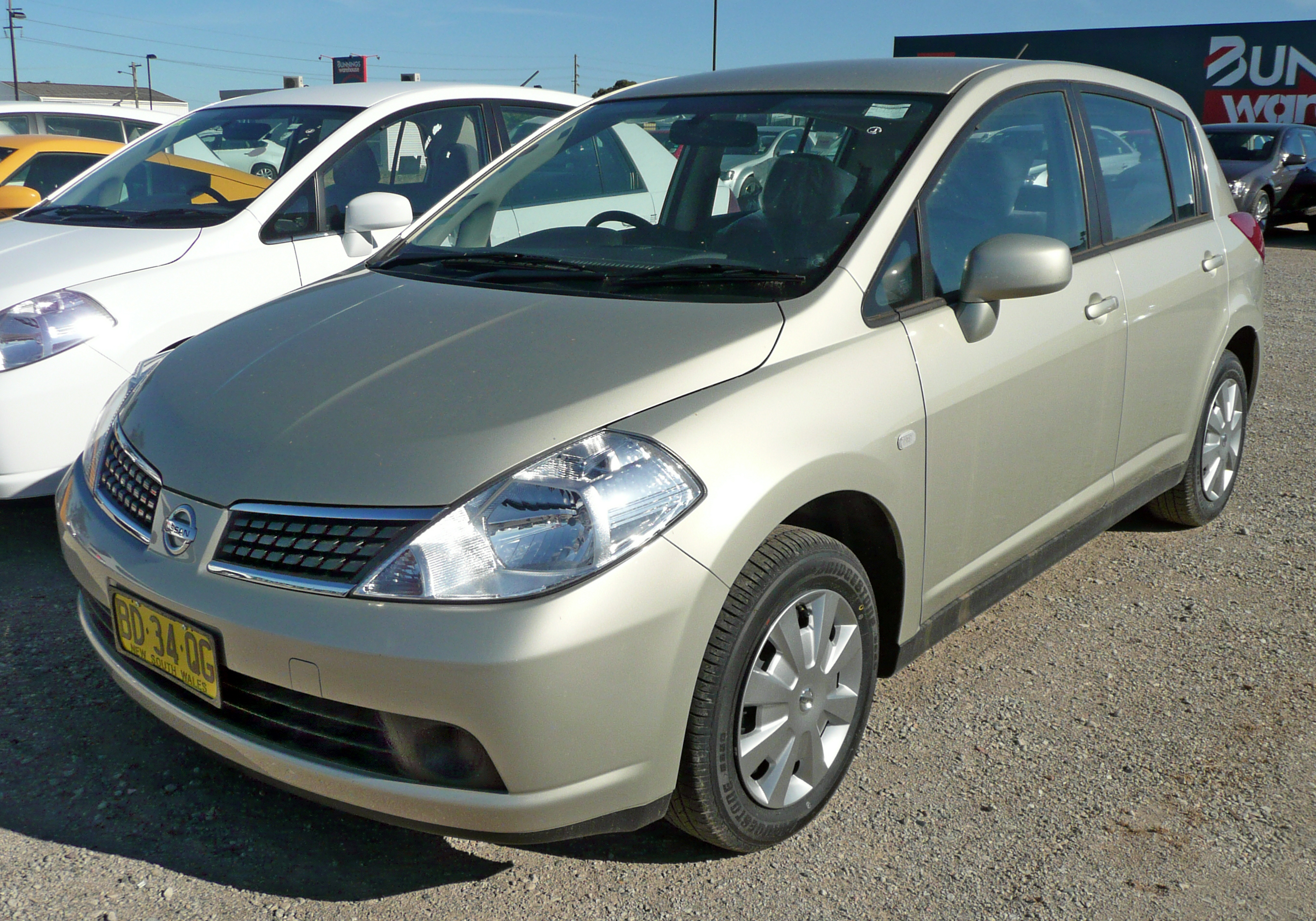
2009年澳規五門掀背車版車頭
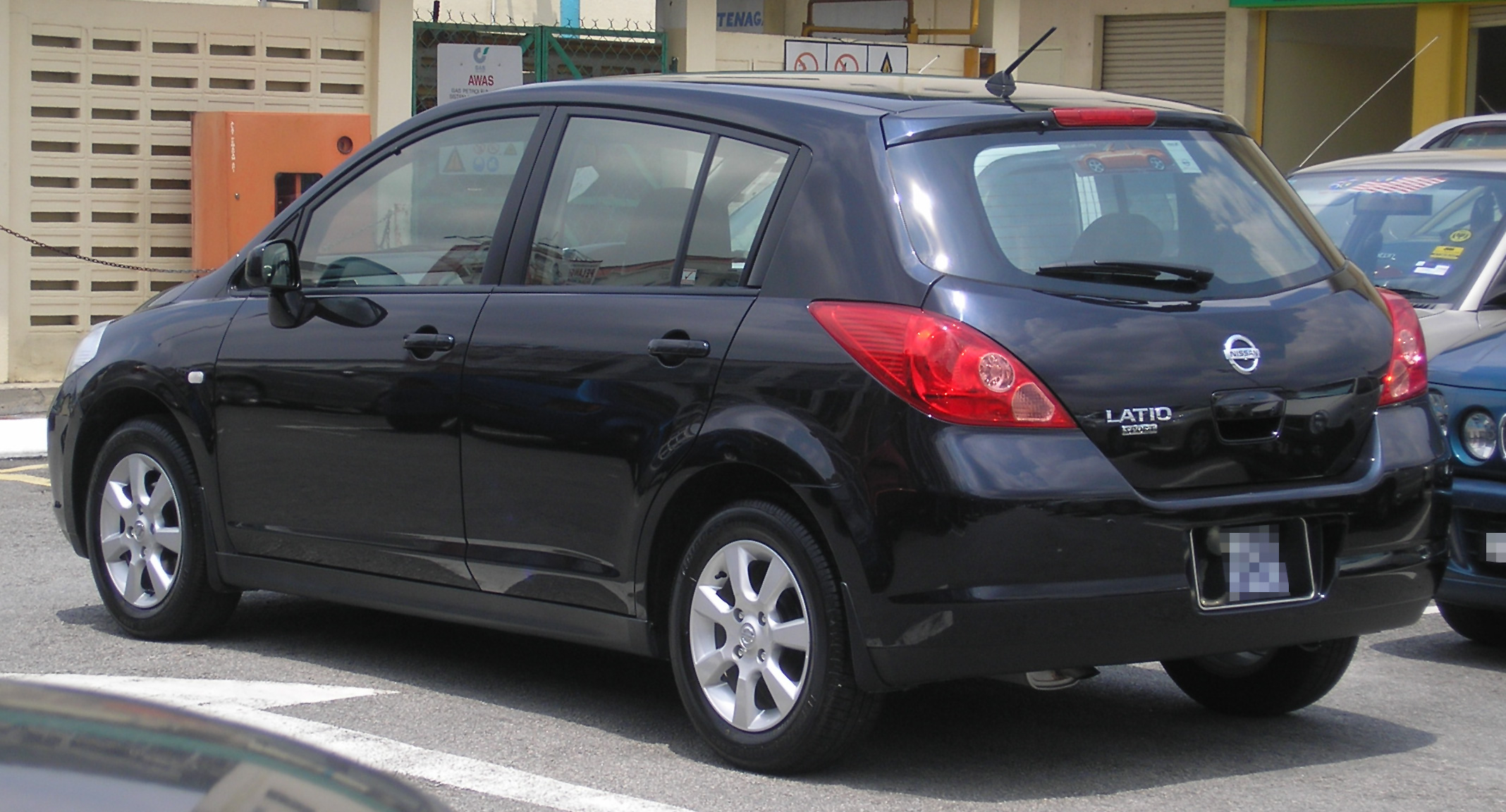
馬來西亞Latio車尾
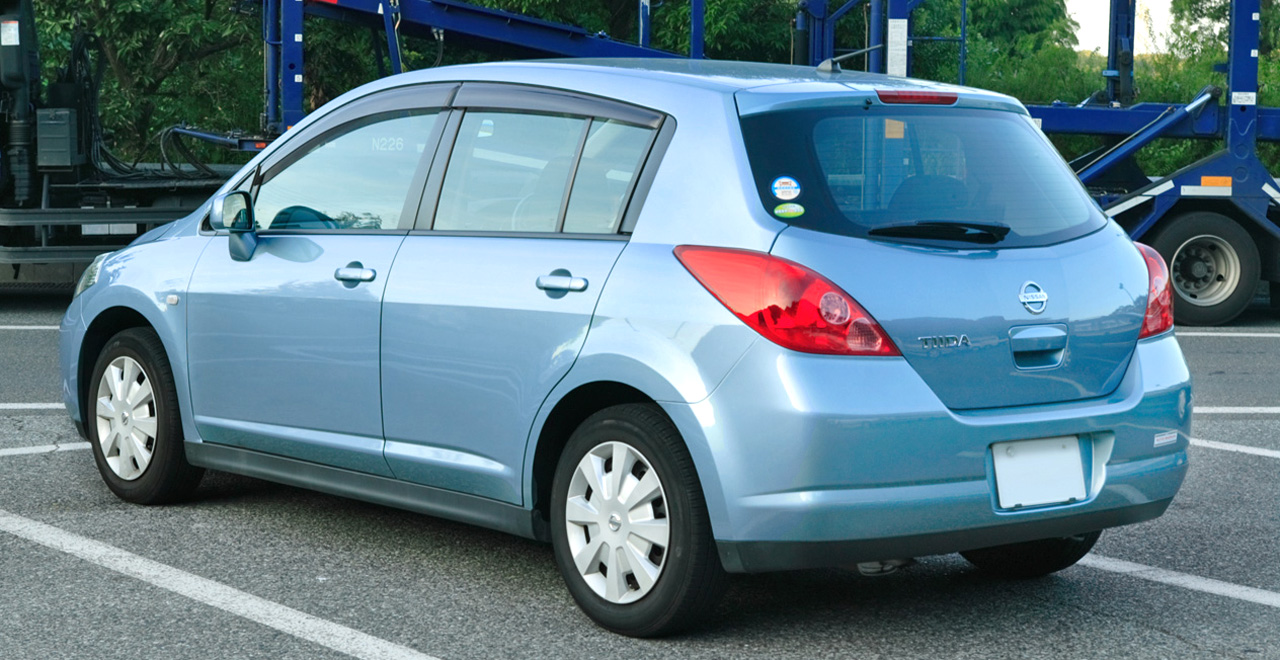
日規五門掀背車版車尾
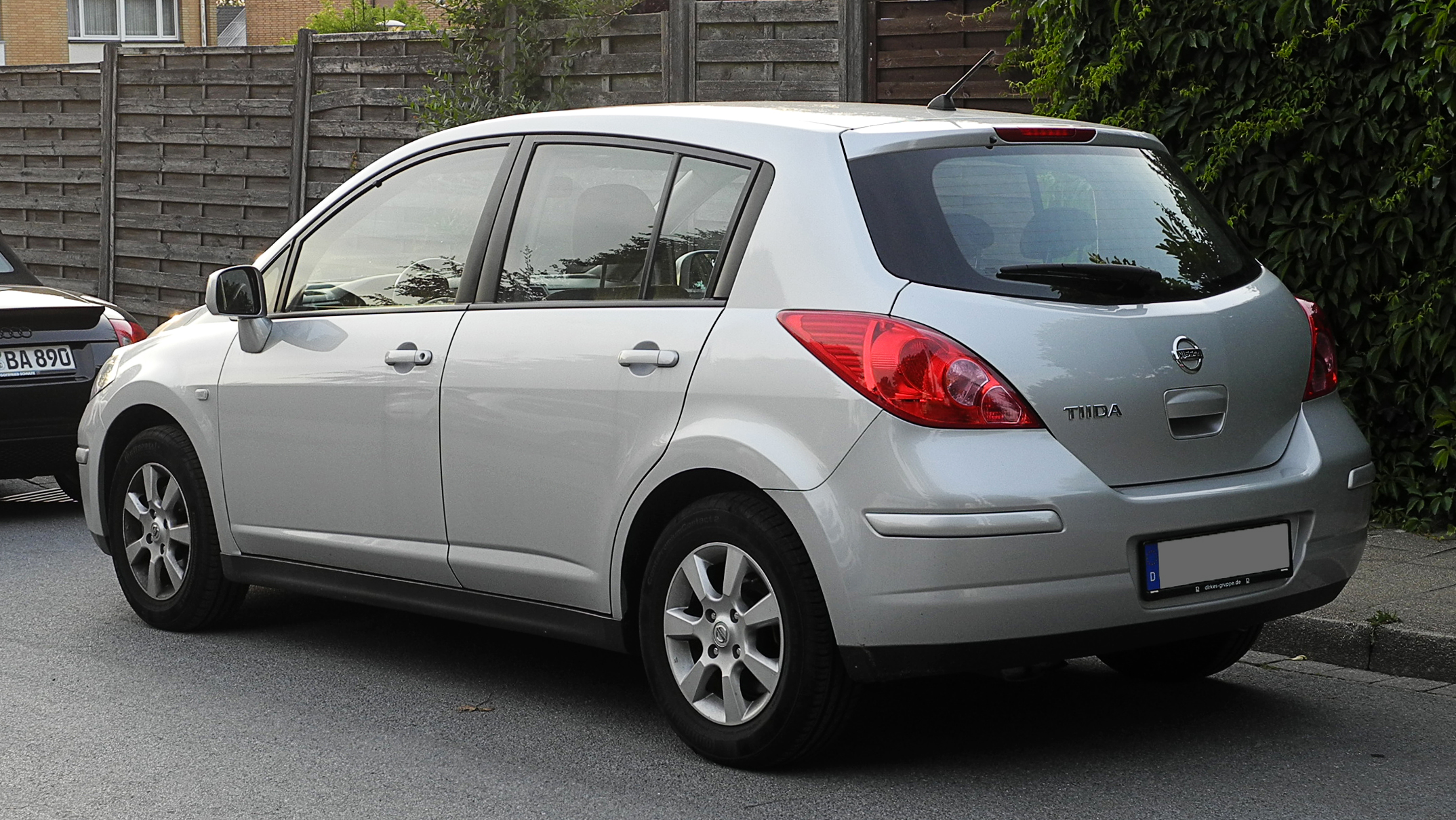
歐規五門掀背車版車尾
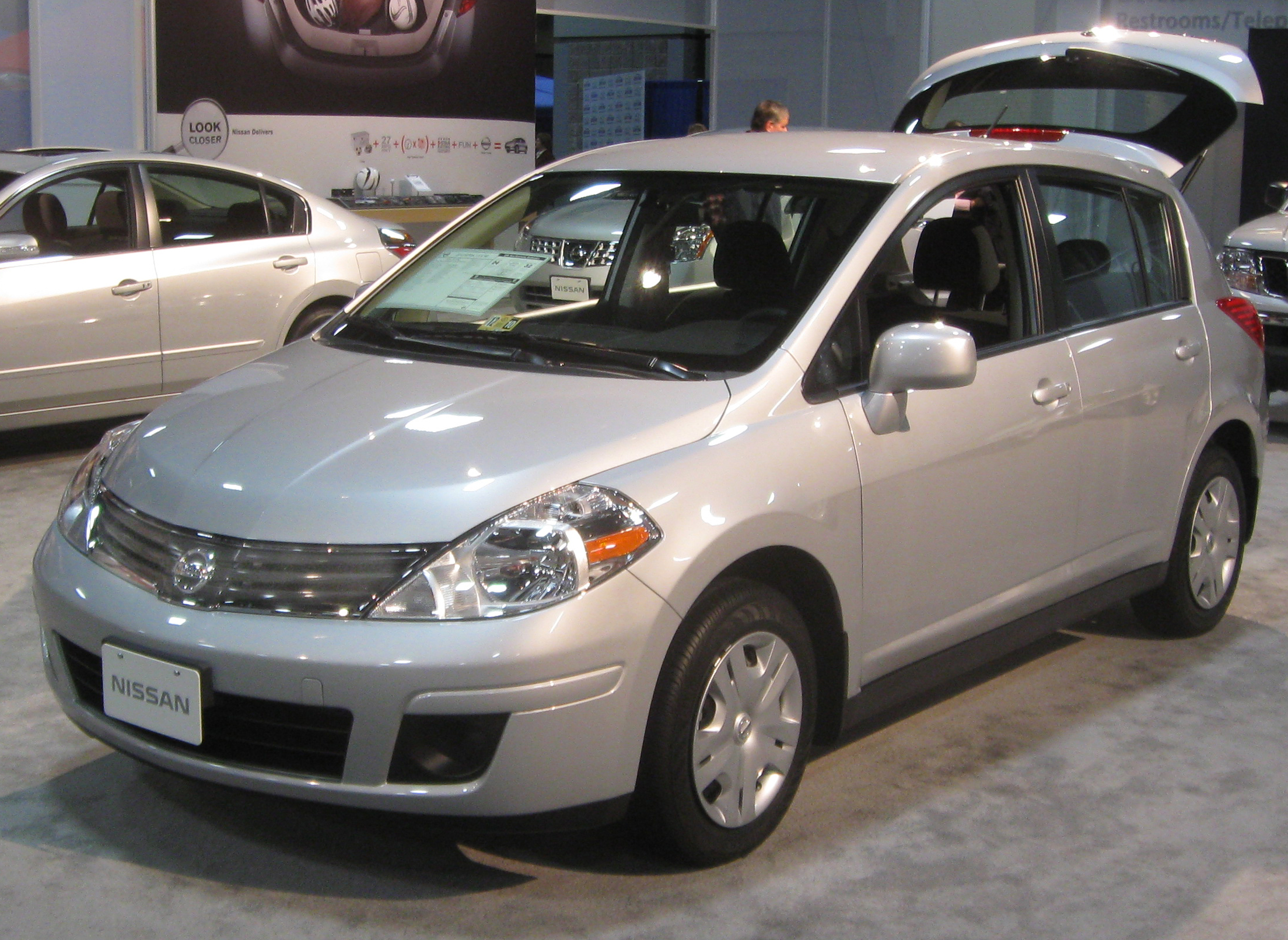
2010年華盛頓車展上的Versa五門掀背車版
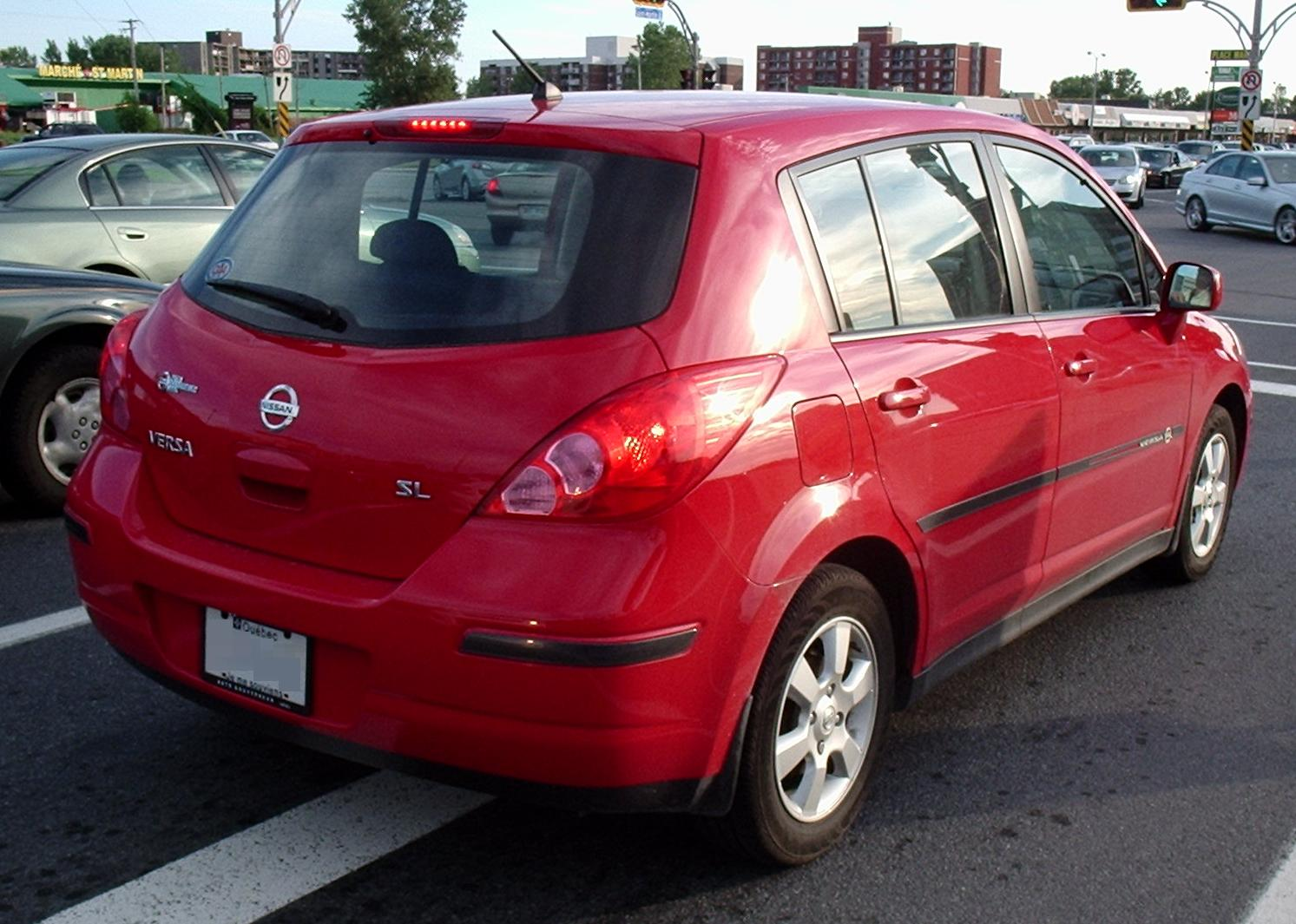
Versa五門掀背車版SL規車尾
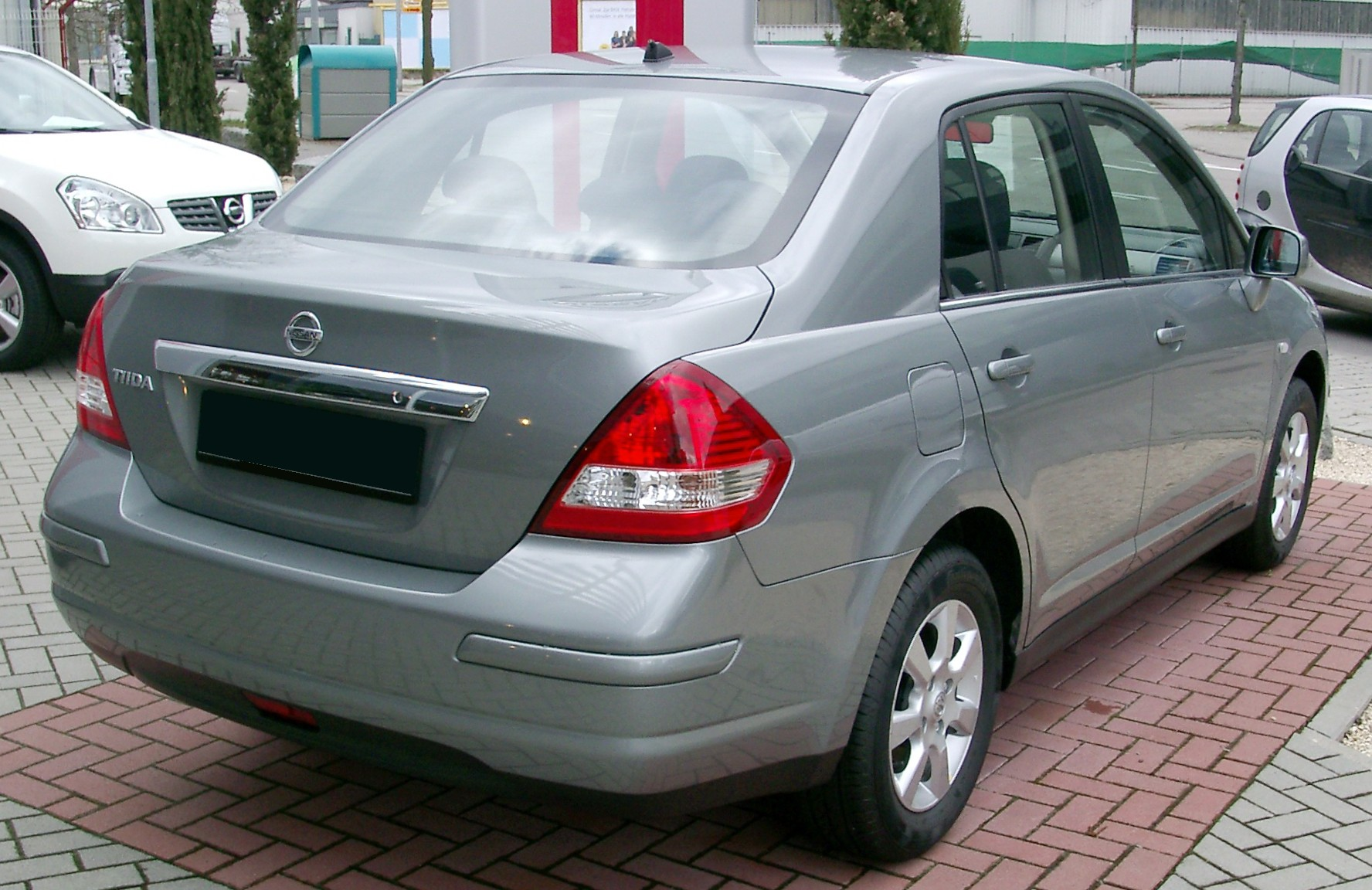
四門轎車版車尾
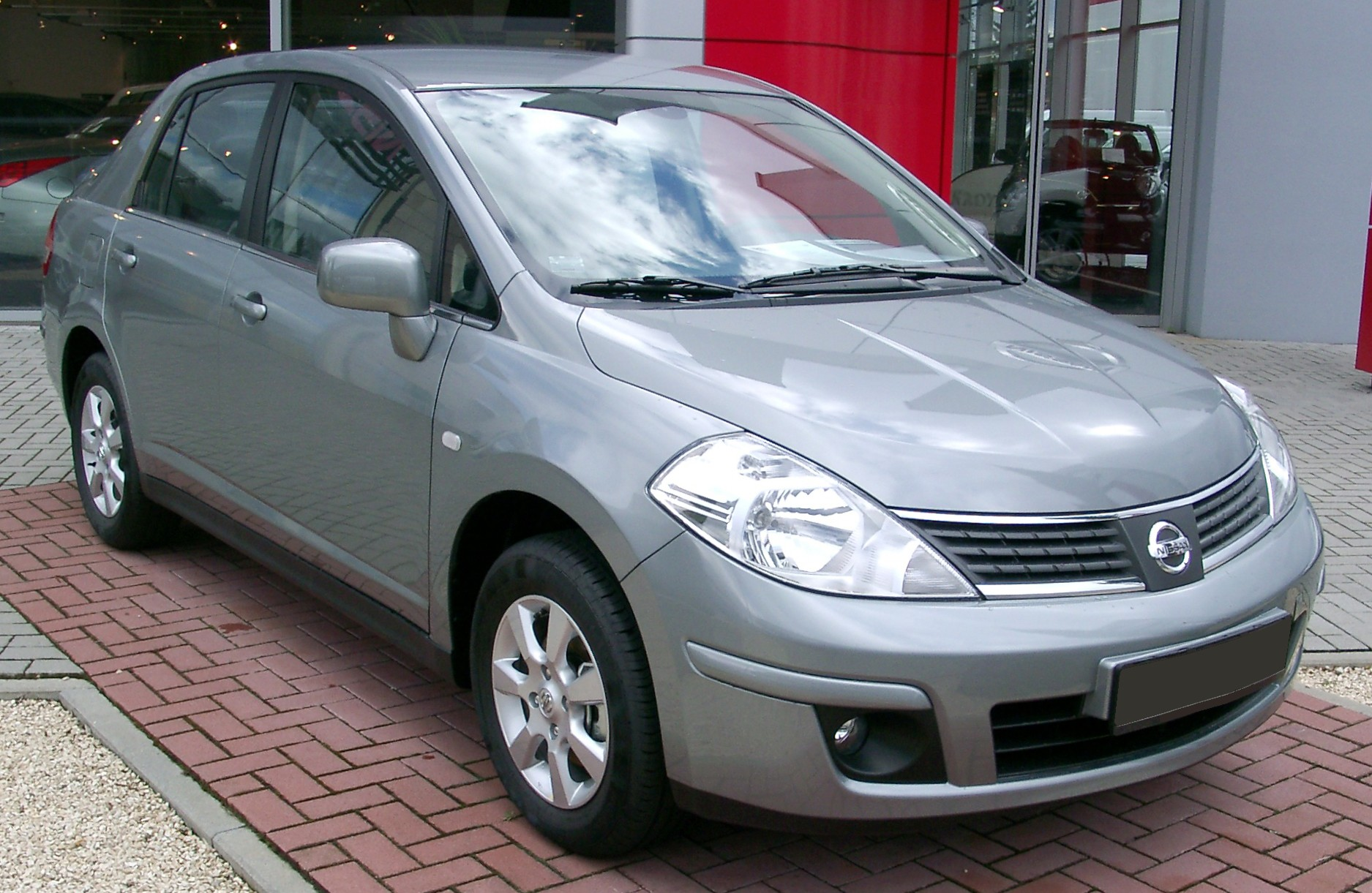
四門轎車版車頭
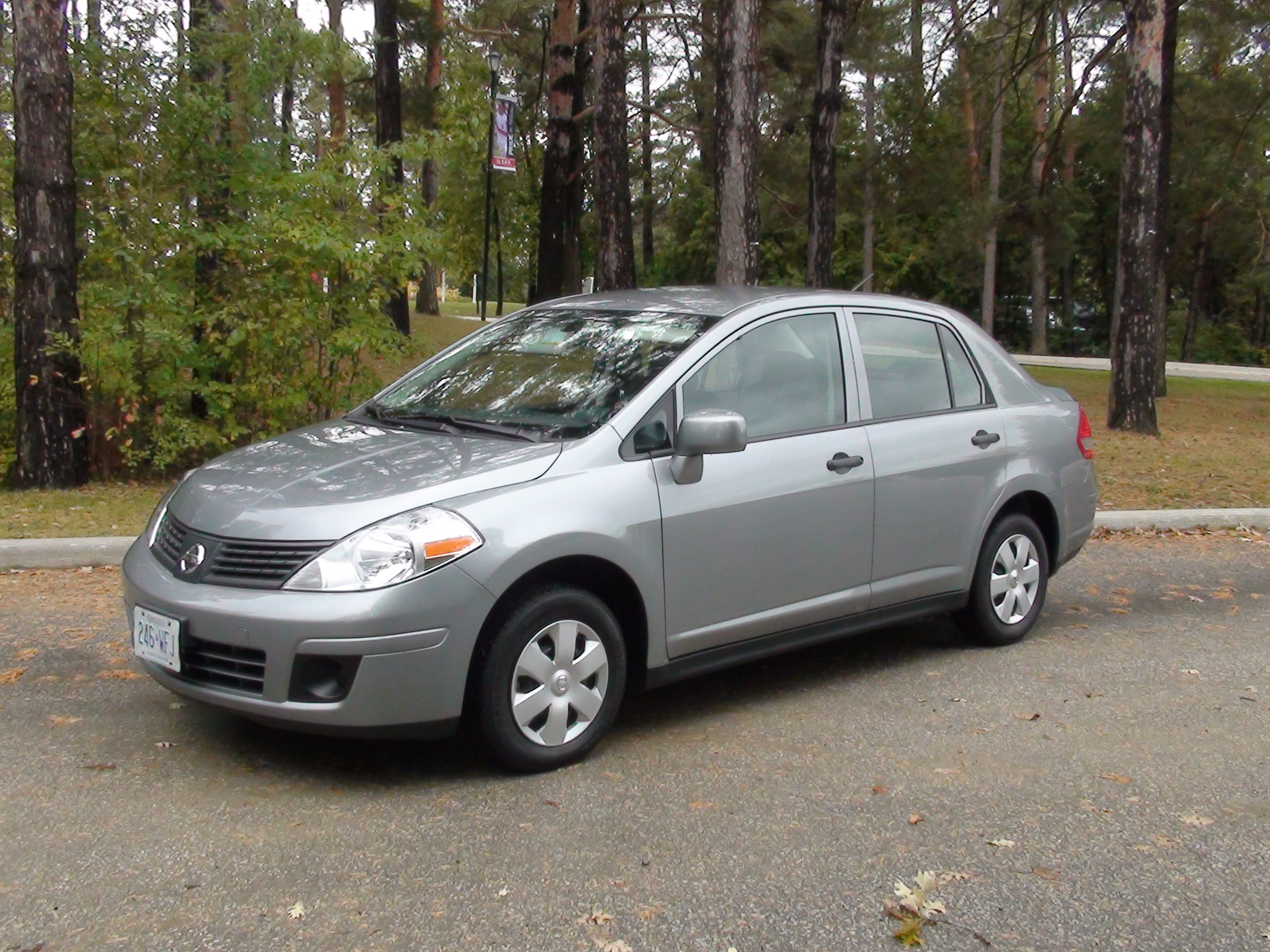
美規四門轎車版
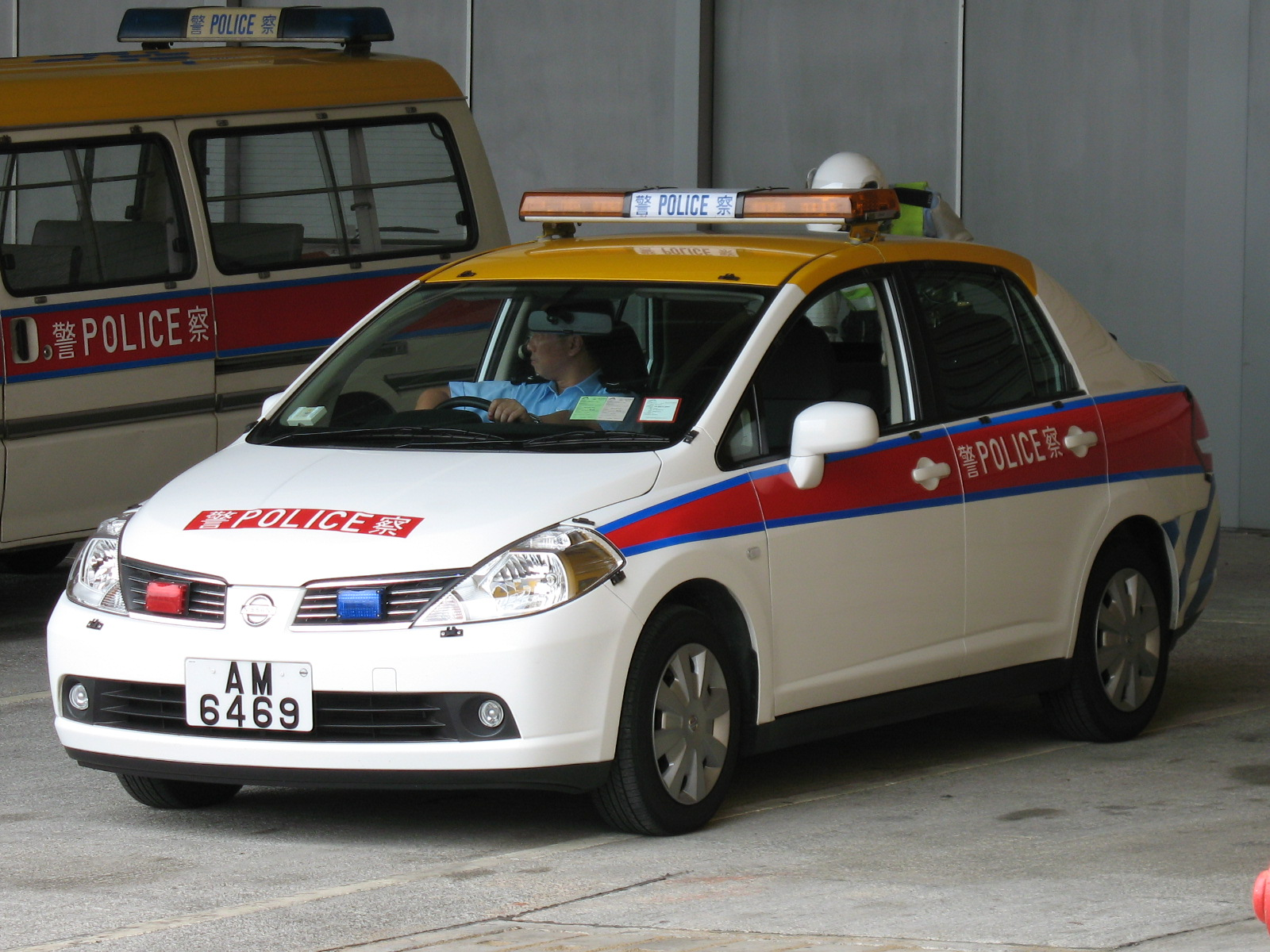
香港國際機場的四門轎車版警車
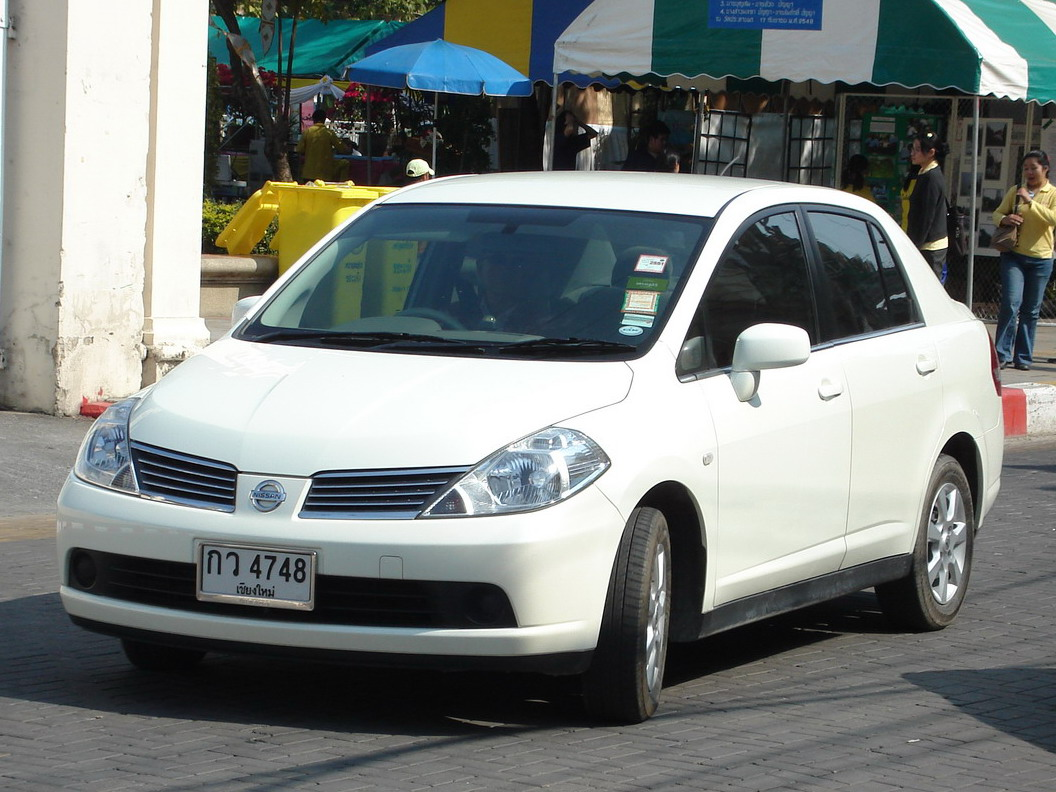
泰國Tiida車頭

## 第二代：C12型（2011年–2023年）
2011年 - 4月21日日產汽車在第14屆上海車展公開第二代大改款的Tiida，並宣布由東風日產汽車製造，率先在中國大陸市場投放。車身尺碼比第一代略為放大、車高降低，軸距也增長10公分。5月正式上市，動力來源為1,598c.c.直列四缸雙頂置凸輪軸 HR16DE型引擎，最大馬力93kW / 5,600rpm、扭力峰值154N·m / 4,000rpm；可搭配五速手排或Xtronic CVT變速箱。前輪為獨立麥花臣支柱式懸吊系統附防傾桿，後輪為扭力樑式懸吊系統附防傾桿。高端的豪華版具有HID氙氣頭燈、雙區獨立恆溫空調、後座出風口、巡航定速系統、倒車雷達、前座雙安全氣囊、側安全氣囊、氣簾式安全氣囊等標準配備；而全車系有七種車色可供選擇。
同年7月推出名為「騏達GTS」性能版，搭載1,618c.c.直列四缸雙頂置凸輪軸渦輪增壓MR16DDT型引擎，最大馬力140kW / 5,600rpm、最大扭力240N·m / 2,400-5,200rpm。該具引擎的曲軸軸頸和軸瓦以鏡面加工製成，且凸輪軸經奈米級精度加工，以減少曲軸旋轉時的摩擦和凸輪軸對汽門挺桿的磨損。加上靜音正時鏈條、CVTCS雙可變氣門正時系統、等長進氣歧管等，優化進氣效率。
2012年 - 12月20日由臺灣裕隆汽車組裝製造的第二代Tiida公開上市，命名為Big Tiida以強調其車室空間。動力來源為1.6L直列四缸雙頂置凸輪軸 HR16DE型引擎及1.6L直列四缸雙頂置凸輪軸缸內直噴MR16DDT型渦輪增壓引擎，皆搭配Xtronic CVT無段變速系統（附六速手自排），前者可輸出115hp / 5,600rpm的最大馬力與15.7公斤·公尺 / 4,000rpm的峰值扭力；後者則可輸出最大馬力185hp / 5,600rpm、最大扭力24.5公斤·公尺 / 2,400-5,200rpm。此代Tiida在台灣僅有五門車型，但仍販售第一代的四門車型做為Super Sentra與March之間的中間車款供選擇。
2013年 - 3月7日在泰國以Pulsar之名上市，動力心臟分成1.6L直列四缸雙頂置凸輪軸缸內直噴MR16DDT型渦輪增壓引擎和1.8L直列四缸雙頂置凸輪軸雙CVTC MRA8DE型引擎兩種。同年6月11日五門掀背車型以Pulsar Hatch之名於澳大利亞發售，四門車型「Sedan」則以第三代日產Sylphy改名上市，並推出ST、ST-L、SSS等三種規格。其中入門ST、中階ST-L採用直列四缸雙頂置凸輪軸雙CVTC MRA8DE型引擎的配置，高性能的SSS版則採用1.6L直列四缸雙頂置凸輪軸缸內直噴MR16DDT型渦輪增壓引擎，具備免鑰匙感應門鎖系統（keyless entry system）、引擎啟動按鈕（push start system）、光感應啟閉頭燈、雙區恆溫空調系統、衛星導航系統等。
2014年 - 元月臺灣市場的全車系新增電動收摺後視鏡，另外自然進氣車型更換座椅。6月全車系新增後座出風口，並推出限量500部的SR特仕車，含有全車空力套件、LED晝行燈、LED後視鏡、三輻式真皮方向盤、時尚類鈦銀飾板、紅色跑車化縫線、SR限量版專屬腳踏墊等配備。
2017年 - 裕隆日產於4月13日發表小改款，並更名為「日產iTiida」。依然維持1.6L自然進氣、渦輪增壓兩種版本的動力，導入V-Motion家族特徵，在水箱護罩加上V型鍍鉻飾條。不過車頭造型與海外版本脫勾，由裕隆日產汽車重新設計進氣壩、保桿、漸層式LED尾燈等之造型。內裝部分換上髮絲紋飾板，中控部位加入鍍鉻飾條，座椅材質亦改變。懸吊系統加入DSS懸吊穩定系統（Dynamic Stable Suspension），並加強隔音材質。不過主被動安全配備並未升級，1.6L自然進氣版仍無主動安全配備，並維持二個安全氣囊，最高階的渦輪增壓版才有配置VDC車身動態穩定系統、四顆安全氣囊等。

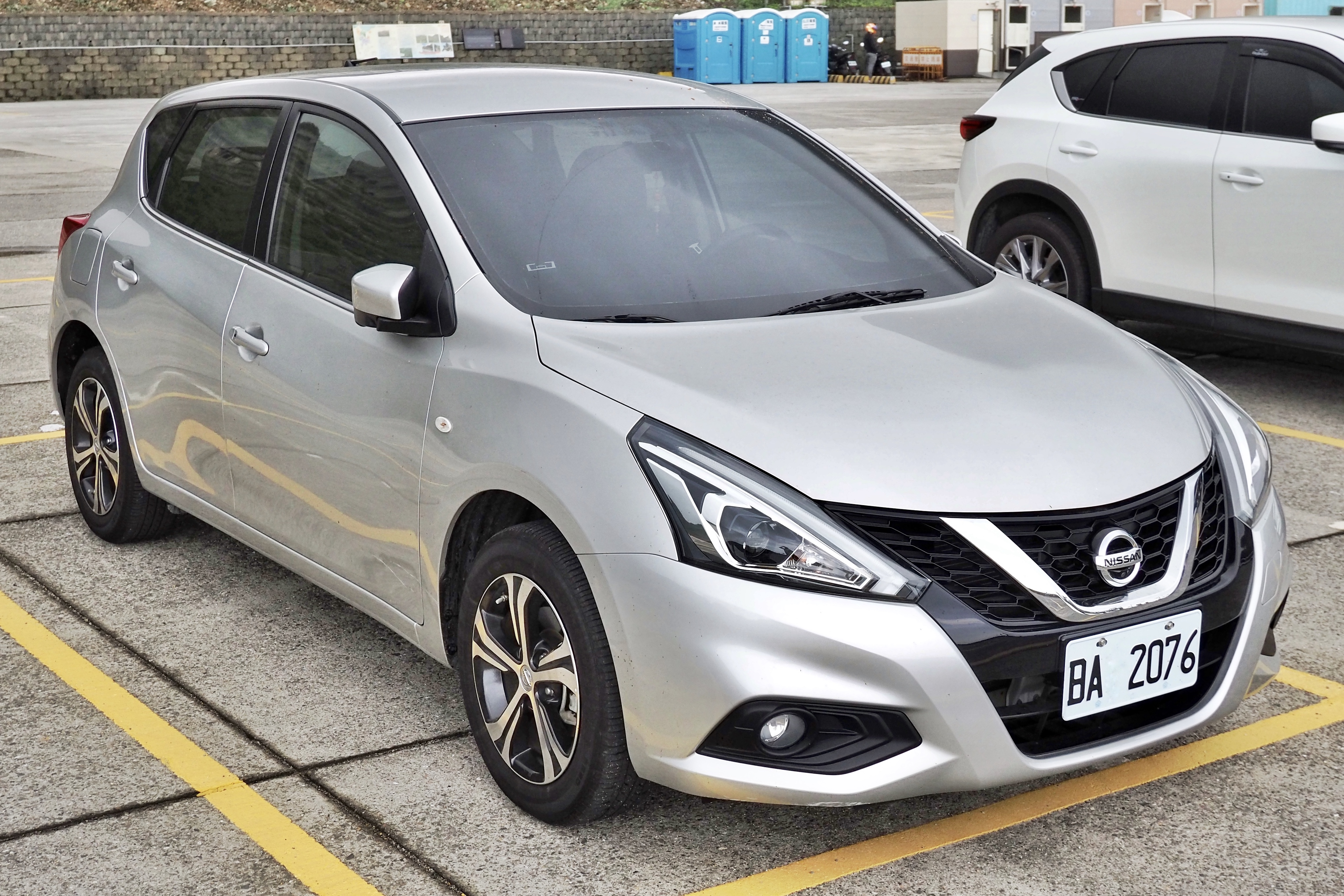
日產iTiida（2017年改款）
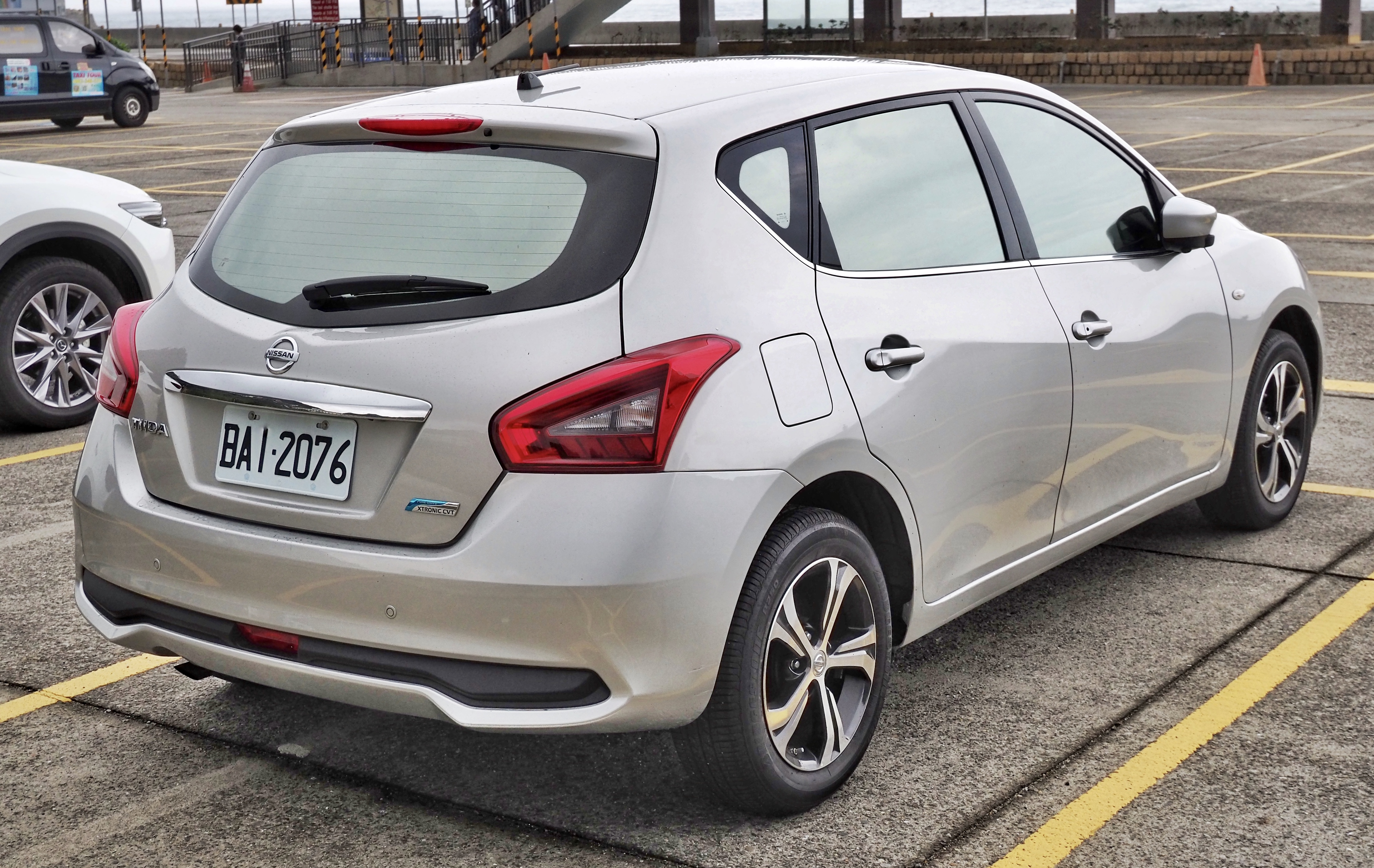
日產iTiida車尾（2017年改款）

2021年 - 裕隆日產於7月15日再次發表小改款「Tiida J」，此次改款是由日產集團旗下在日本享有極高知名度的改裝大廠AUTECH JAPAN，為時二年設計開發及精工打造，採用日本暢銷車款NOTE的設計概念，擁有全新V-motion 2.1 設計，打造出如鑽石切面的菱格紋造型水箱護罩造型，加上LED魚眼頭燈、造型LED前霧燈、燻黑LED尾燈，16吋雙色切削式光雕鋁圈；搭配高質感酒紅色雙色內裝，同步搭載X-Media Ⅲ Lite智慧影音多媒體系統，全面支援Apple CarPlay與Android Auto功能，並且提供具有FCW前方碰撞預警系統、PDW行人偵測警示系統、LDW車道偏離警示系統、AVM 360度環景影像監控、BSW盲點警示系統、RCTA後方車側警示系統、DOA車門開啟警示系統等NSS 360安全系統作為選配，以提升整體安全防護。

#### 北美洲地區Versa四門轎車版

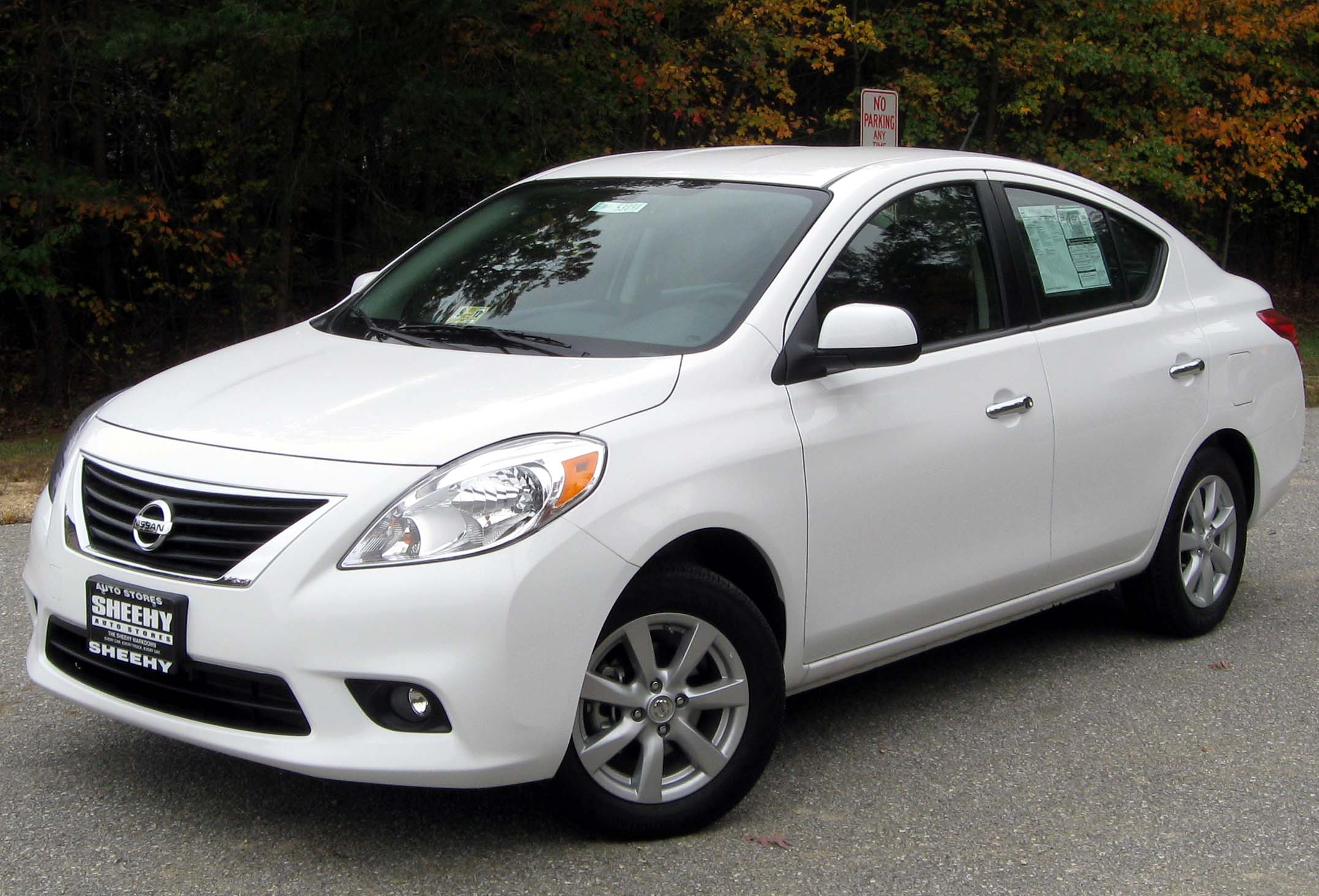
第二代Versa四門轎車版

第二代四門轎車版的Versa首先在2011年紐約車展亮相，該款車其實並非Tiida，反而以2010年12月在中國發表的第十代日產Sunny（東風日產稱之為「陽光」）為本而開發。動力來源為1.6公升直列四缸雙頂置凸輪軸 HR16DE型引擎，最大馬力109hp / 6,000rpm、扭力峰值107lb-ft / 4,400rpm，變速系統則為五速手排（S規）或Xtronic CVT（SV規、SL規）。前輪為獨立麥花臣支柱式懸吊系統附防傾桿，後輪為扭力樑式懸吊系統附防傾桿，標準配備包括前座雙安全氣囊、氣簾式安全氣囊、VDC車輛動態控制系統（Vehicle Dynamic Control）附TCS循跡控制系統（TCS, Traction Control System）、胎壓偵測系統等。

#### 安全性召回
2014年12月日產汽車針對2012年7月至2014年4月期間生產、搭載1.6L直列四缸雙頂置凸輪軸缸內直噴MR16DDT型渦輪增壓引擎的車型發出召回通知，少數因引擎燃油壓力感知器之鎖附扭力略低於設計值，當車輛行駛時燃油壓力感知器可能逐漸鬆動，在最差情況下可能造成燃油壓力感知器處洩漏微量油氣，恐有影響行車安全之虞；總計臺灣地區共有1,156輛第二代Tiida及日產Juke需要回廠更換檢修。

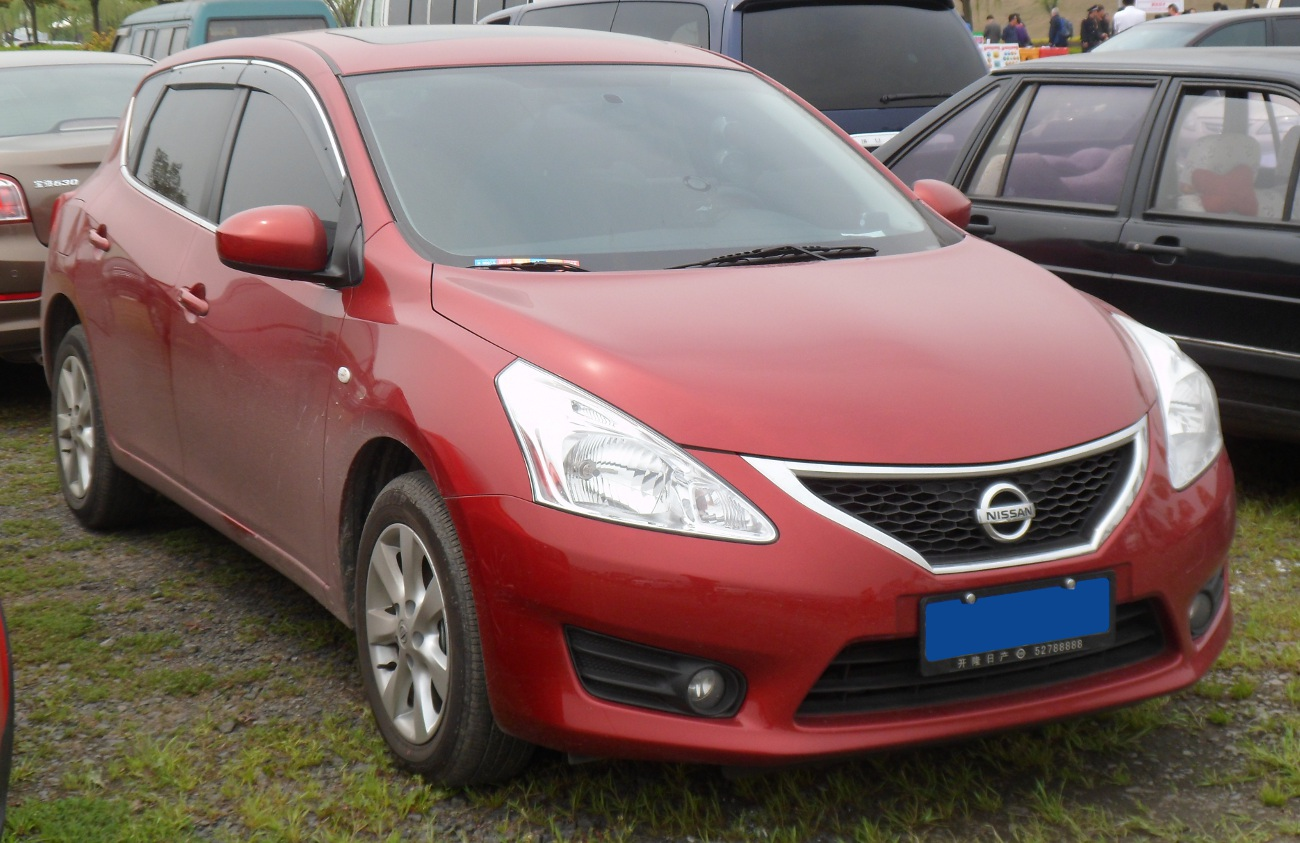
中國大陸五門掀背車版車頭
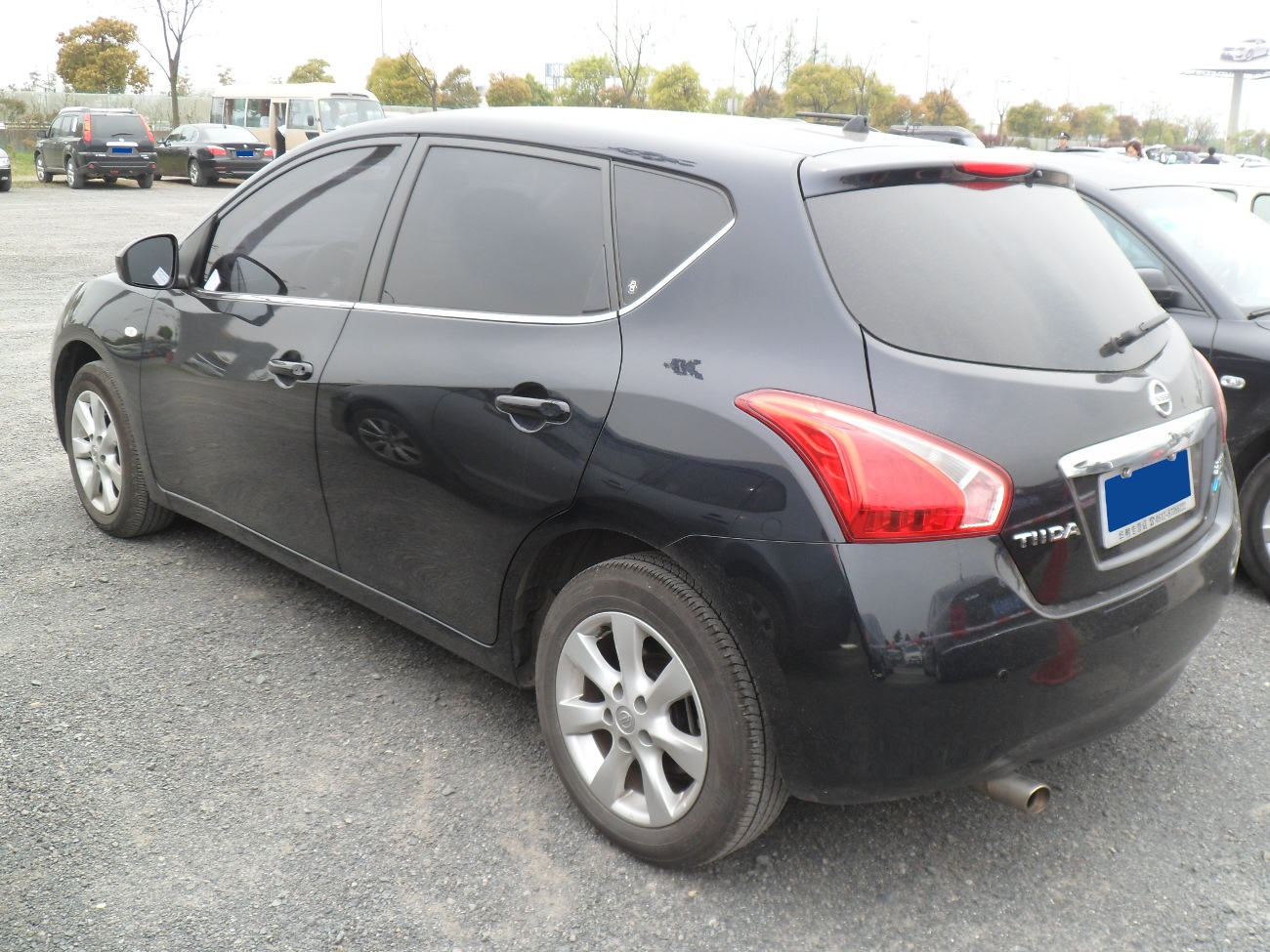
中國大陸五門掀背車版車尾
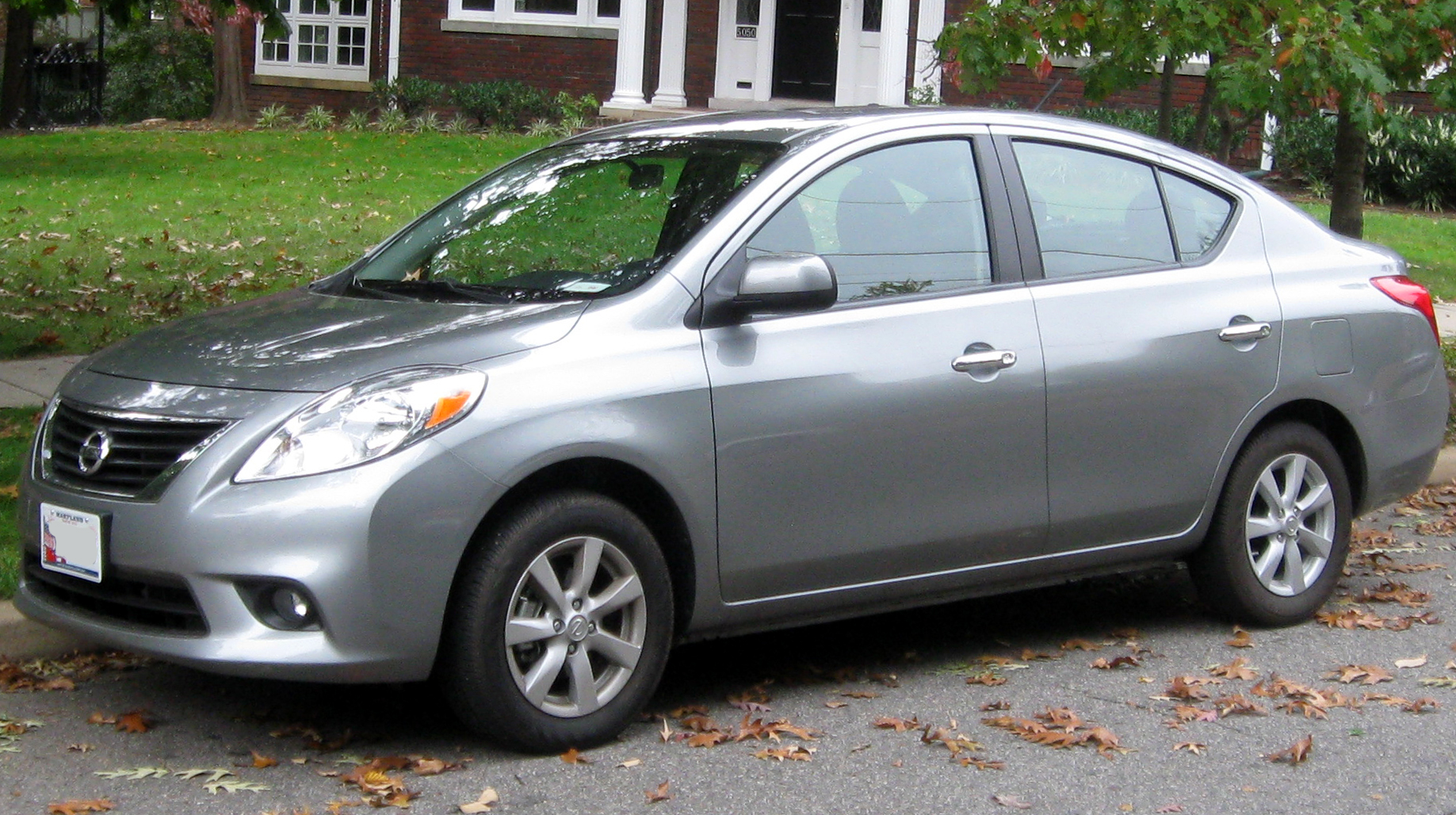
2011年美規四門轎車版
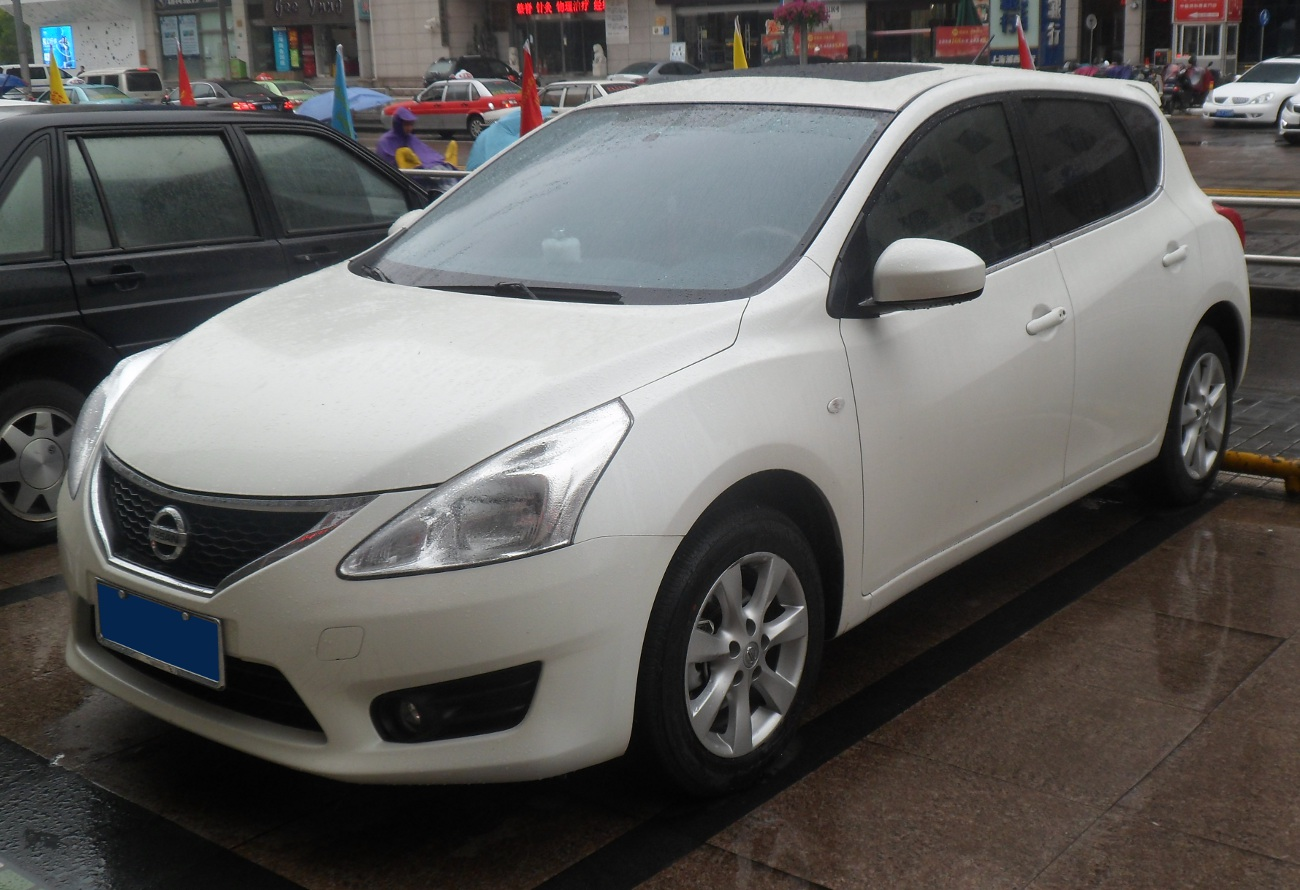
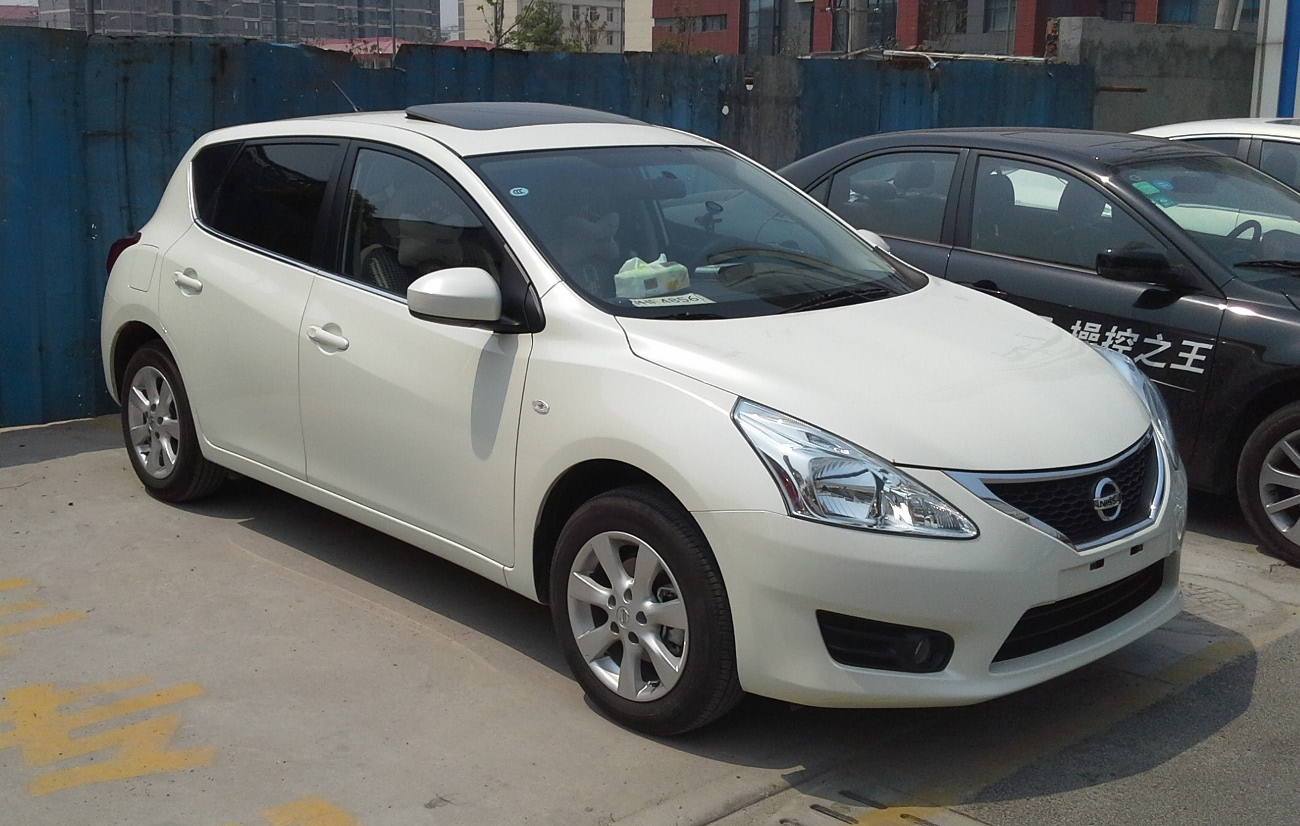
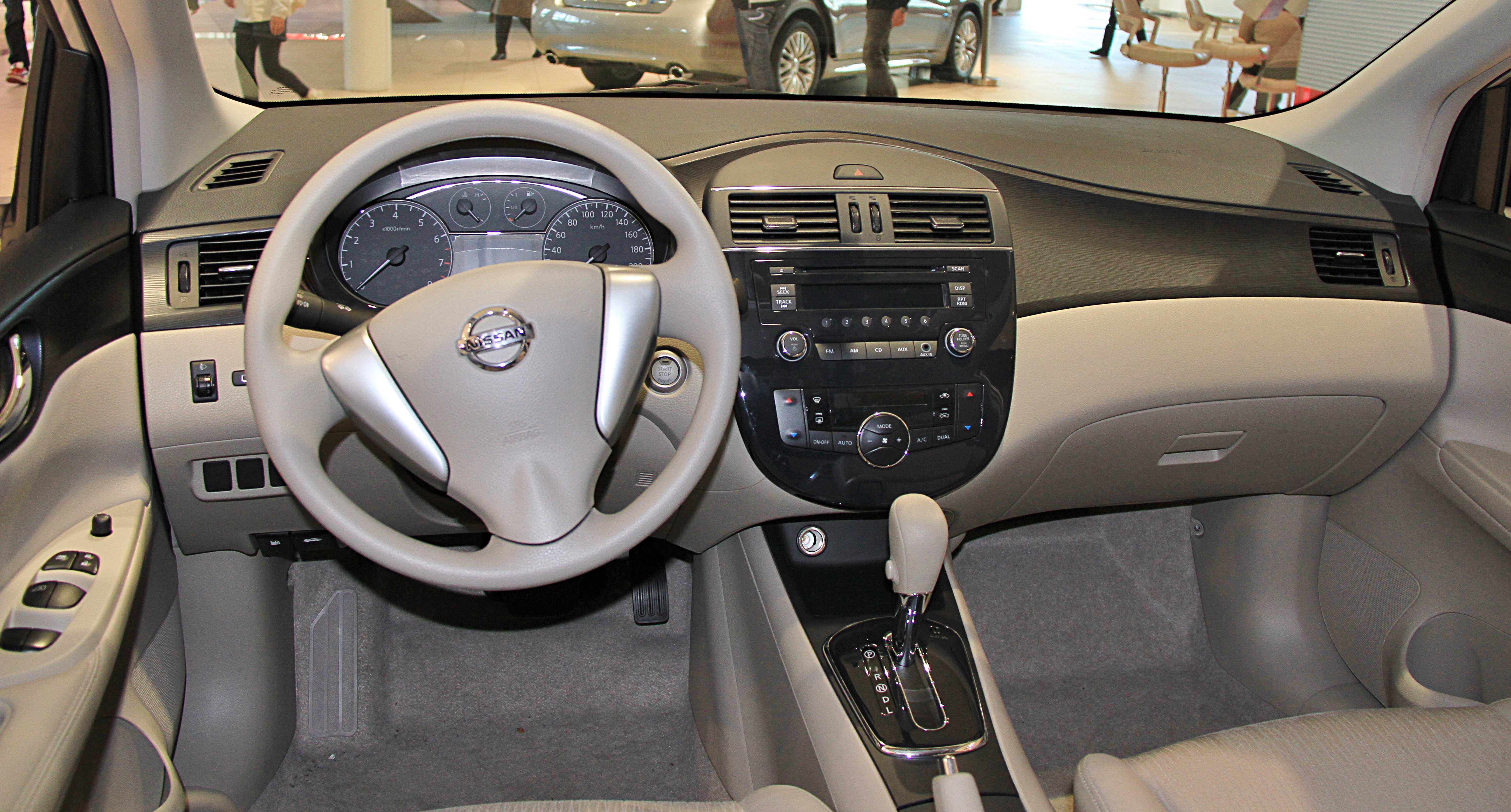
內裝照
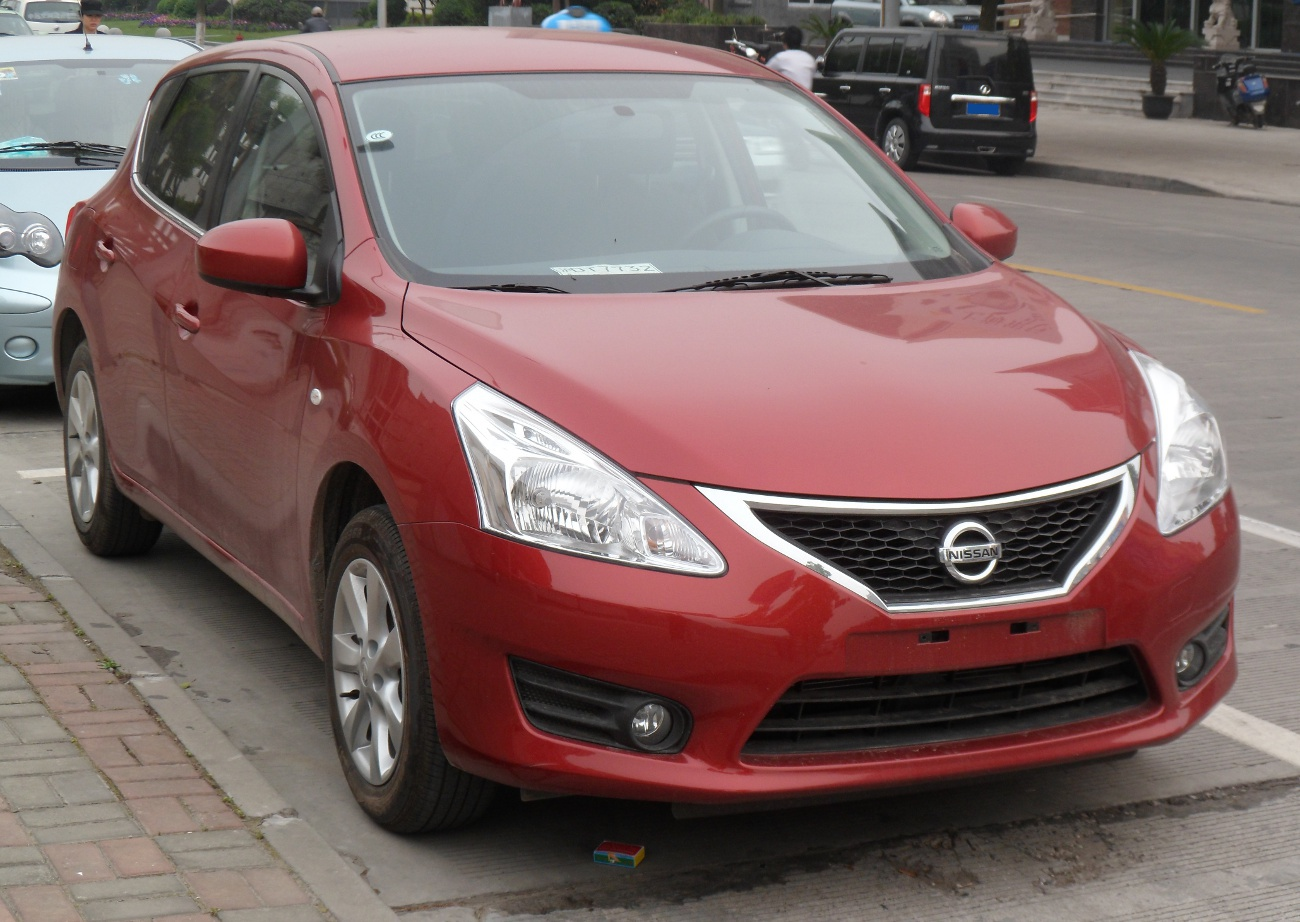
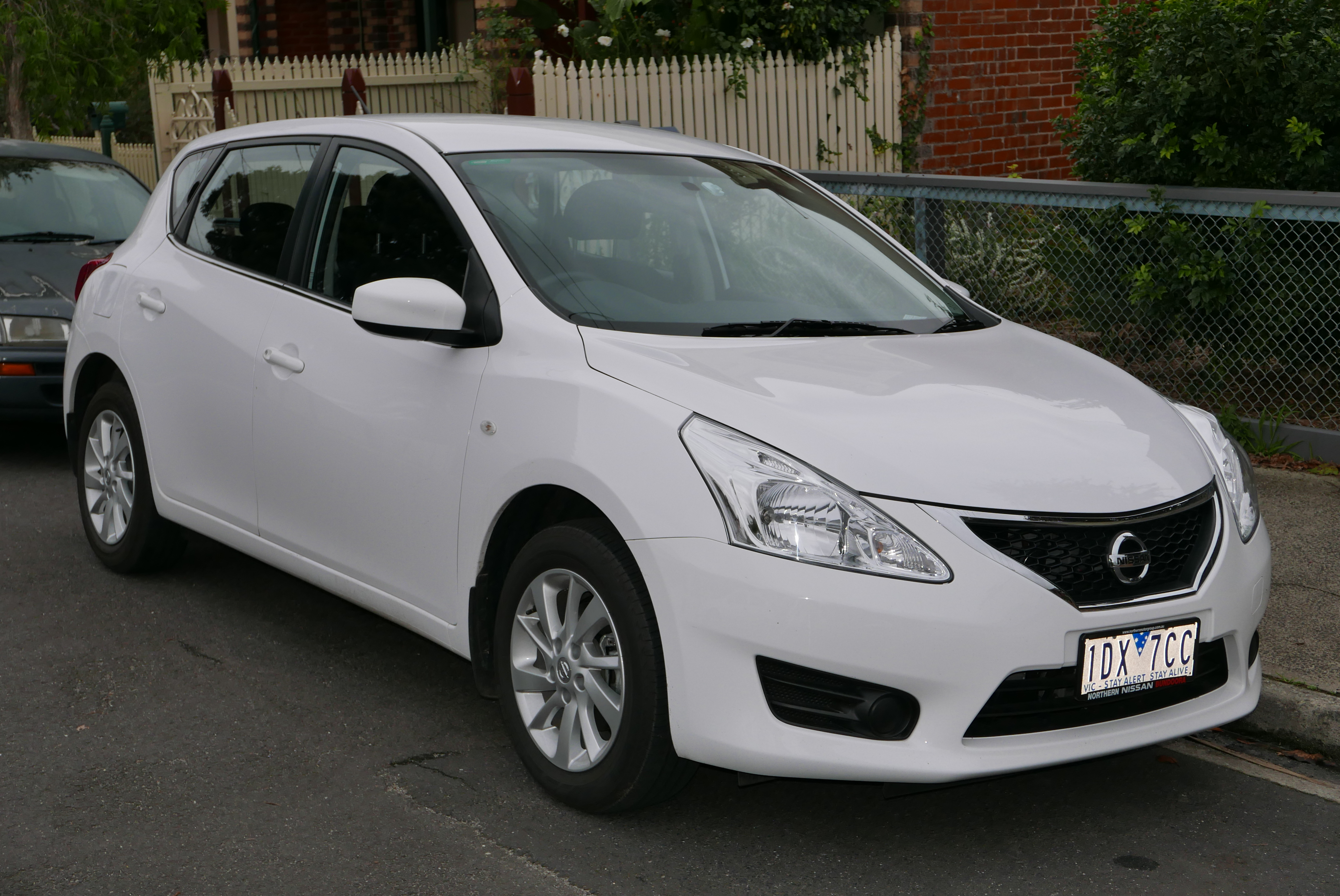
澳規Pulsar Hatch車頭
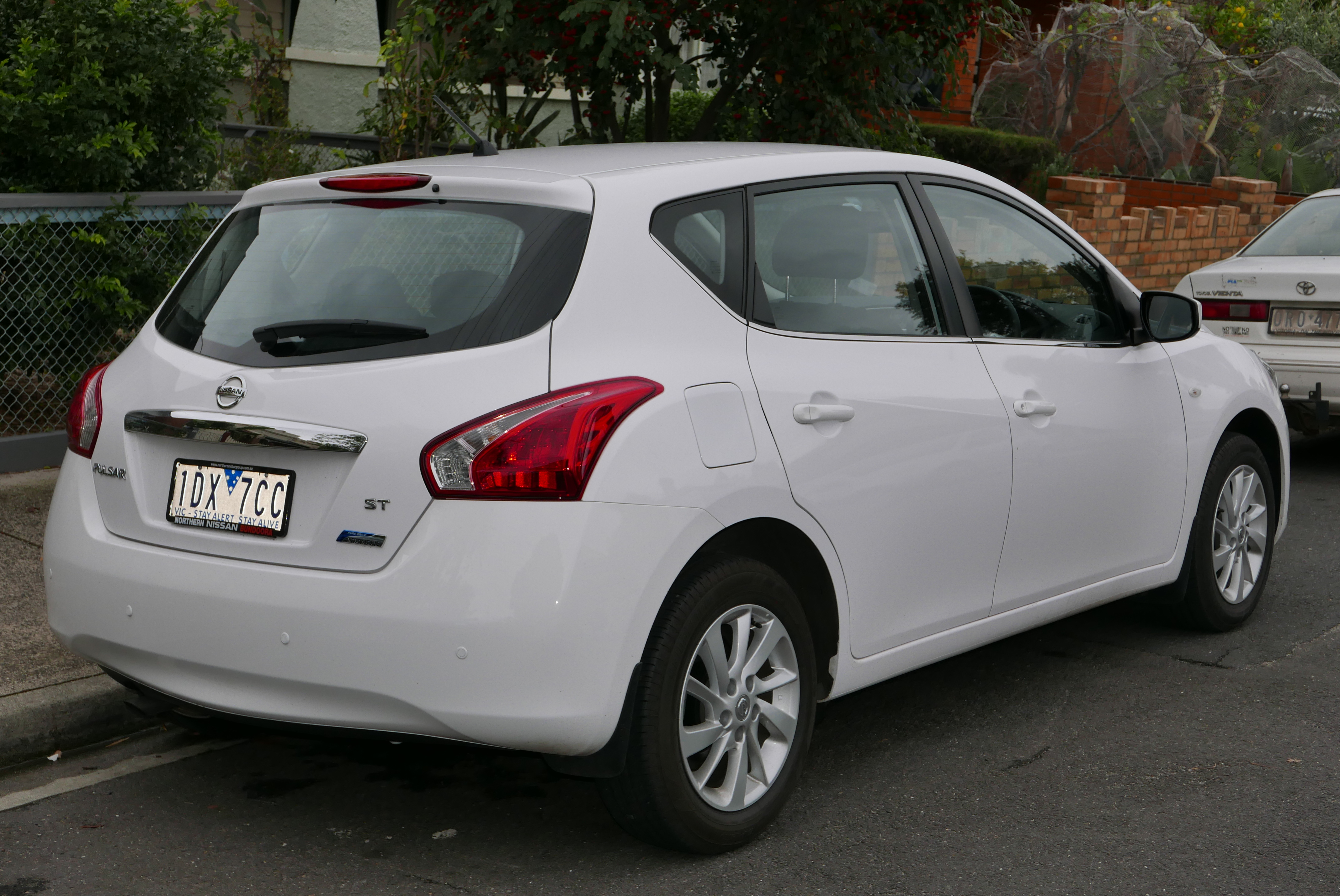
澳規Pulsar Hatch車尾

## 第三代：C13型（2015年–2023年）
2014年 - 5月16日原廠發表大改款的第三代C13型，乃基於雷諾日產CMF平台而開發。冠以「Pulsar」之名的C13型並非為了取代C12型，而是歐洲市場專用，生產基地位於西班牙巴塞隆納。
2015年 - 3月開始供應給歐洲市場與俄羅斯，不過後者卻冠以Tiida之車名銷售。動力心臟和Qashqai一樣配置1.2L直列四缸雙頂置凸輪軸缸內直噴HR12DDT型渦輪增壓引擎或1.5L直列四缸雙頂置凸輪軸 K9K dCi型柴油引擎。
2016年 - 原廠在4月25日揭幕的北京車展公開全新改款的C13型Tiida，由東風日產國產化。1.6L直列四缸雙頂置凸輪軸 HR16DE型引擎可輸出125匹馬力，搭配Xtronic CVT無段變速系統和怠速熄火系統，可達到每公升18.9公里的油耗數據。在安全配備方面，頂級車型具備LDW車道偏離警示系統、BSW車側盲點偵測系統、VDC車身動態穩定系統、FEB預碰撞主動式煞車輔助系統、CTA倒車車側預警系統及6具安全氣囊；此外頂級車型亦可加價選購可加熱真皮座椅、雙區恆溫空調等配備。
2017年 - 元月以日產Pulsar之名於新加坡上市，動力採1.2L直列四缸雙頂置凸輪軸缸內直噴HR12DDT型渦輪增壓引擎，輔以Xtronic CVT變速箱。

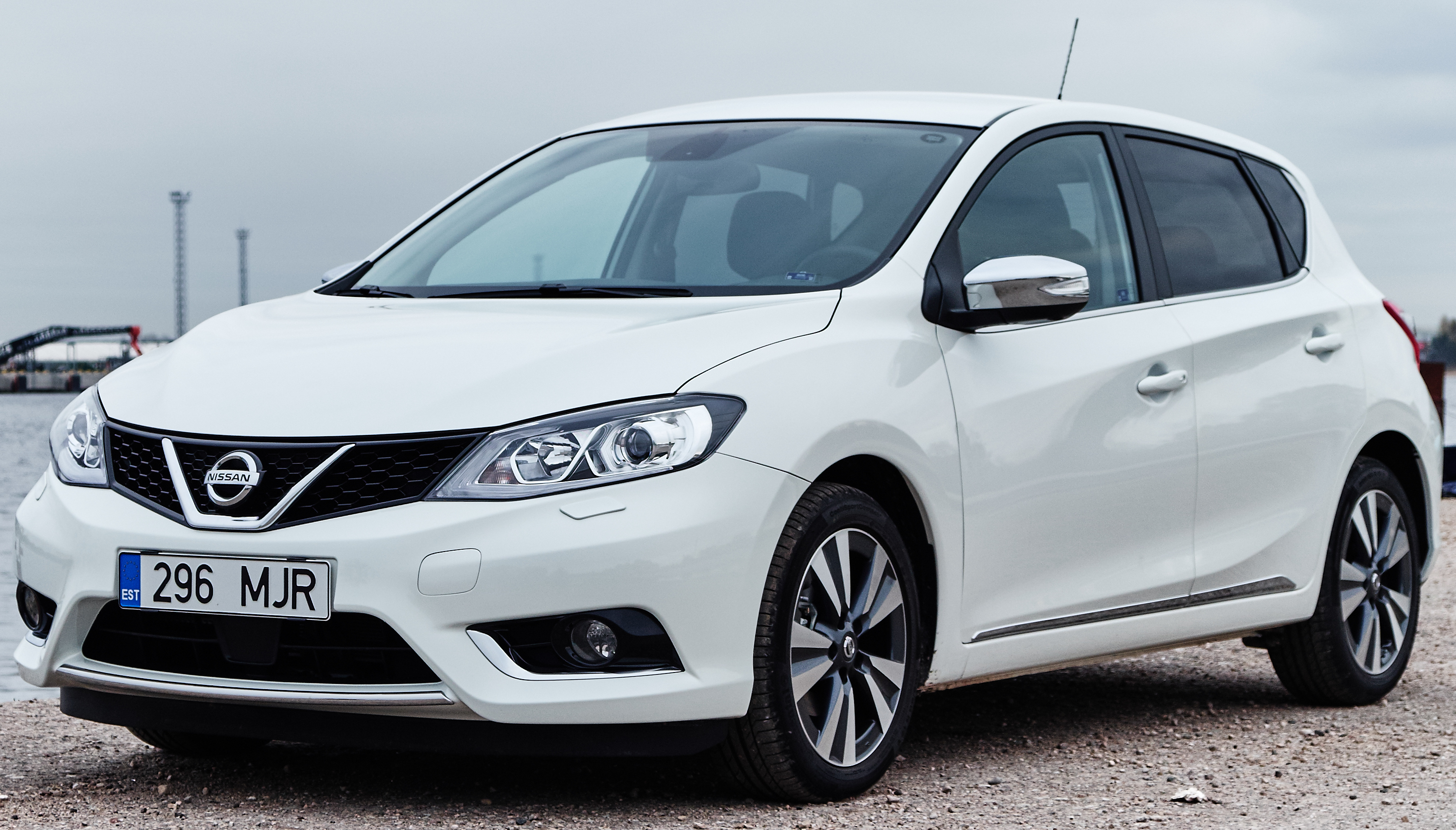
車頭
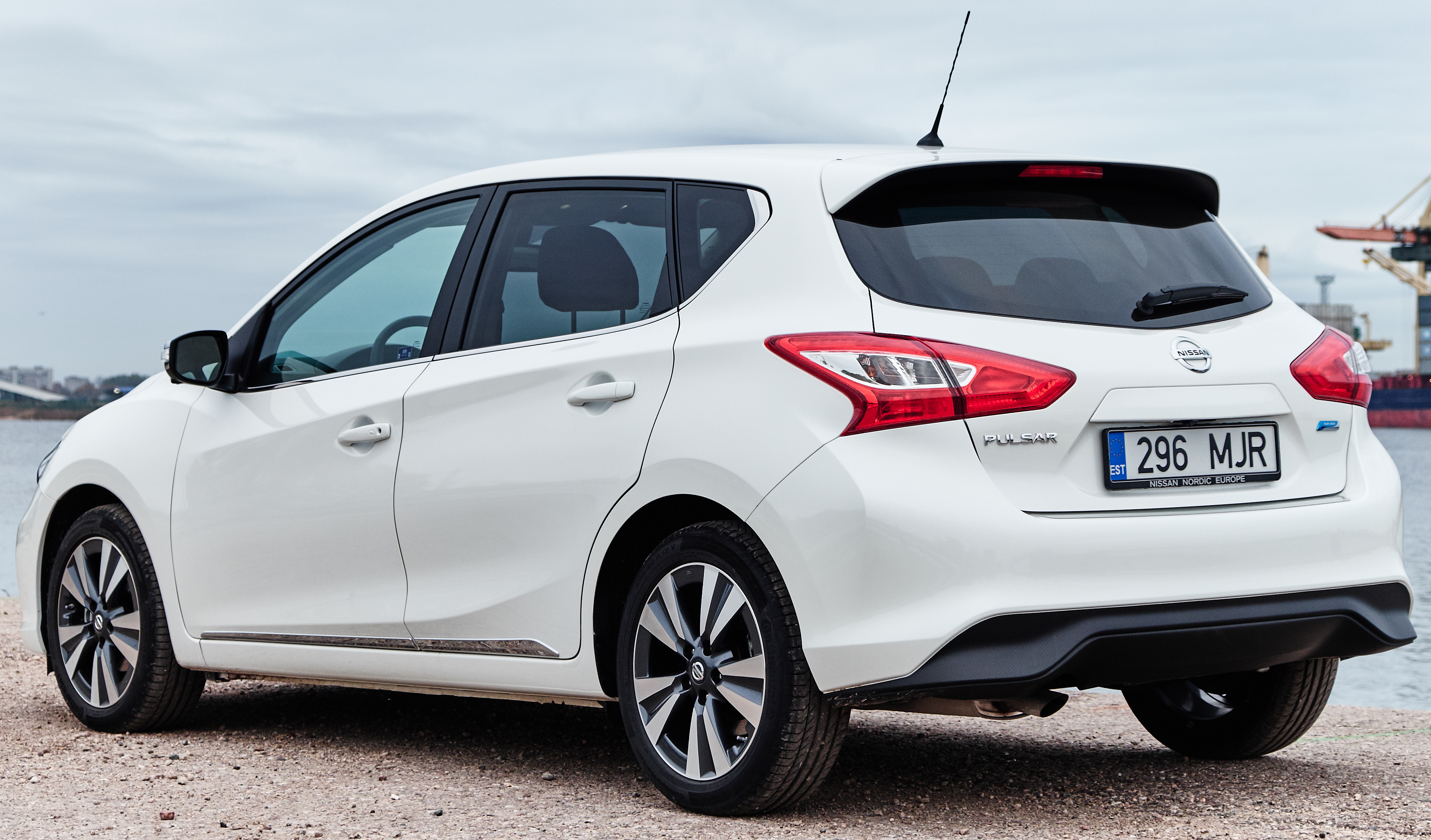
車尾
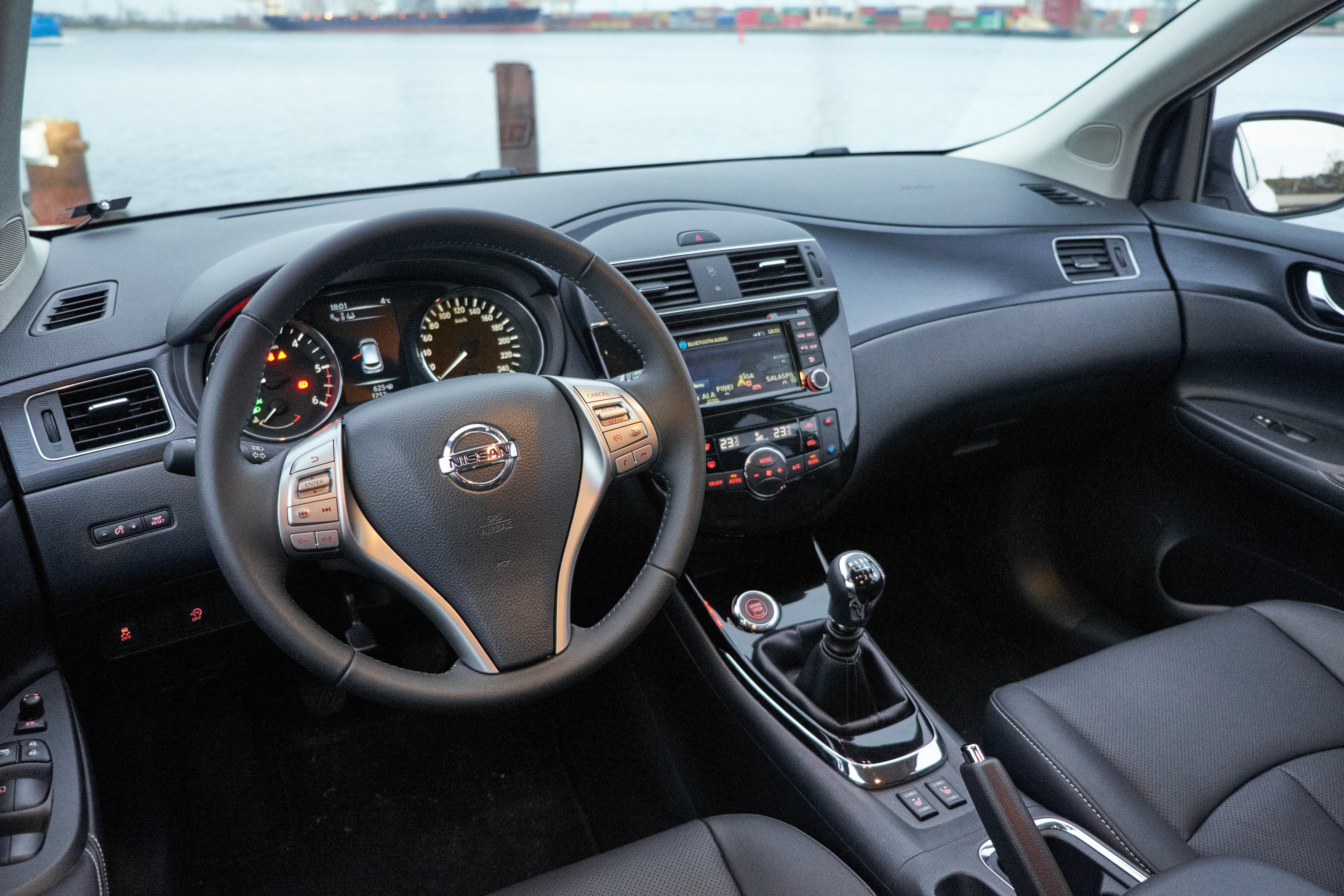
內裝
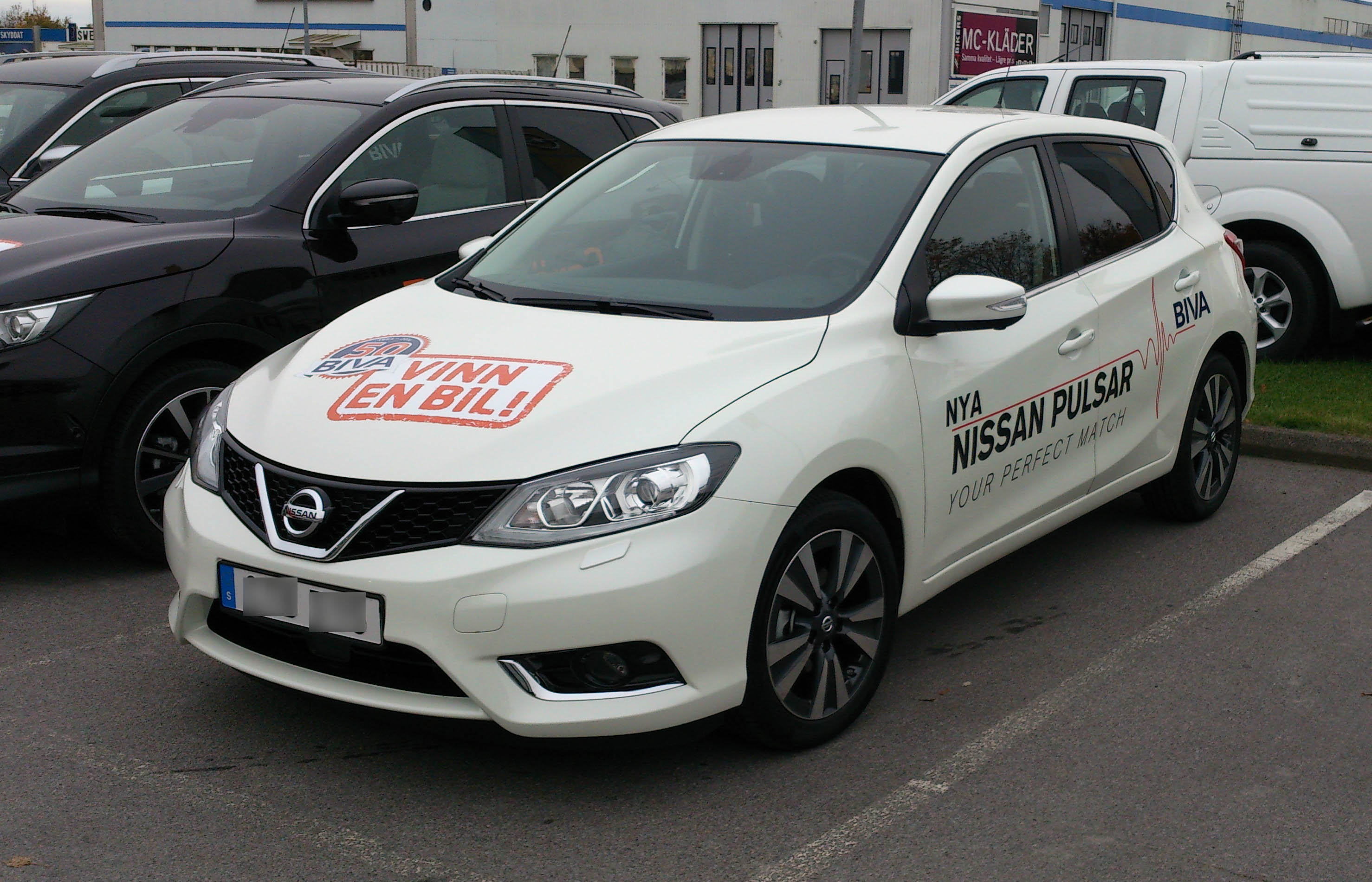
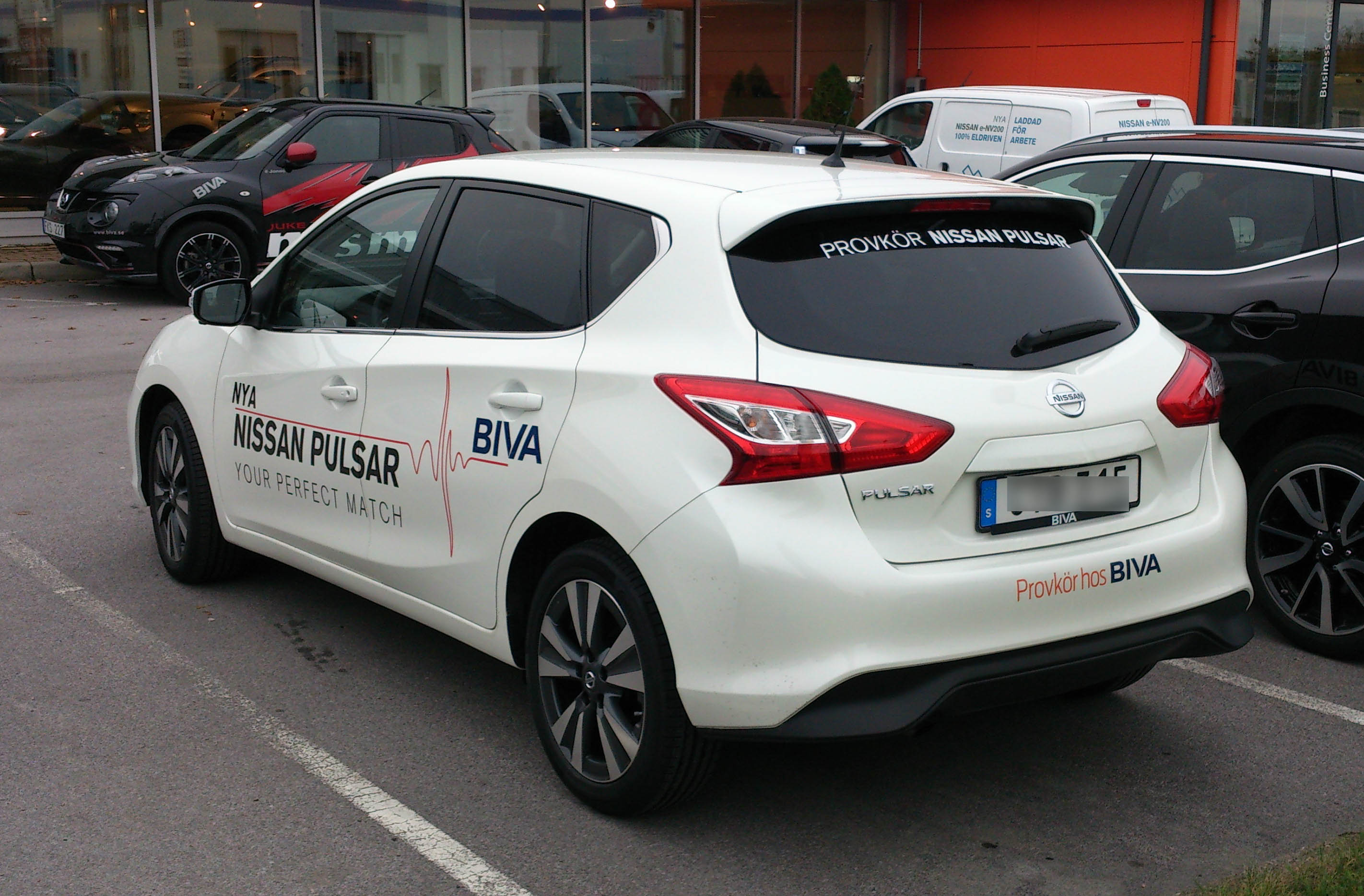
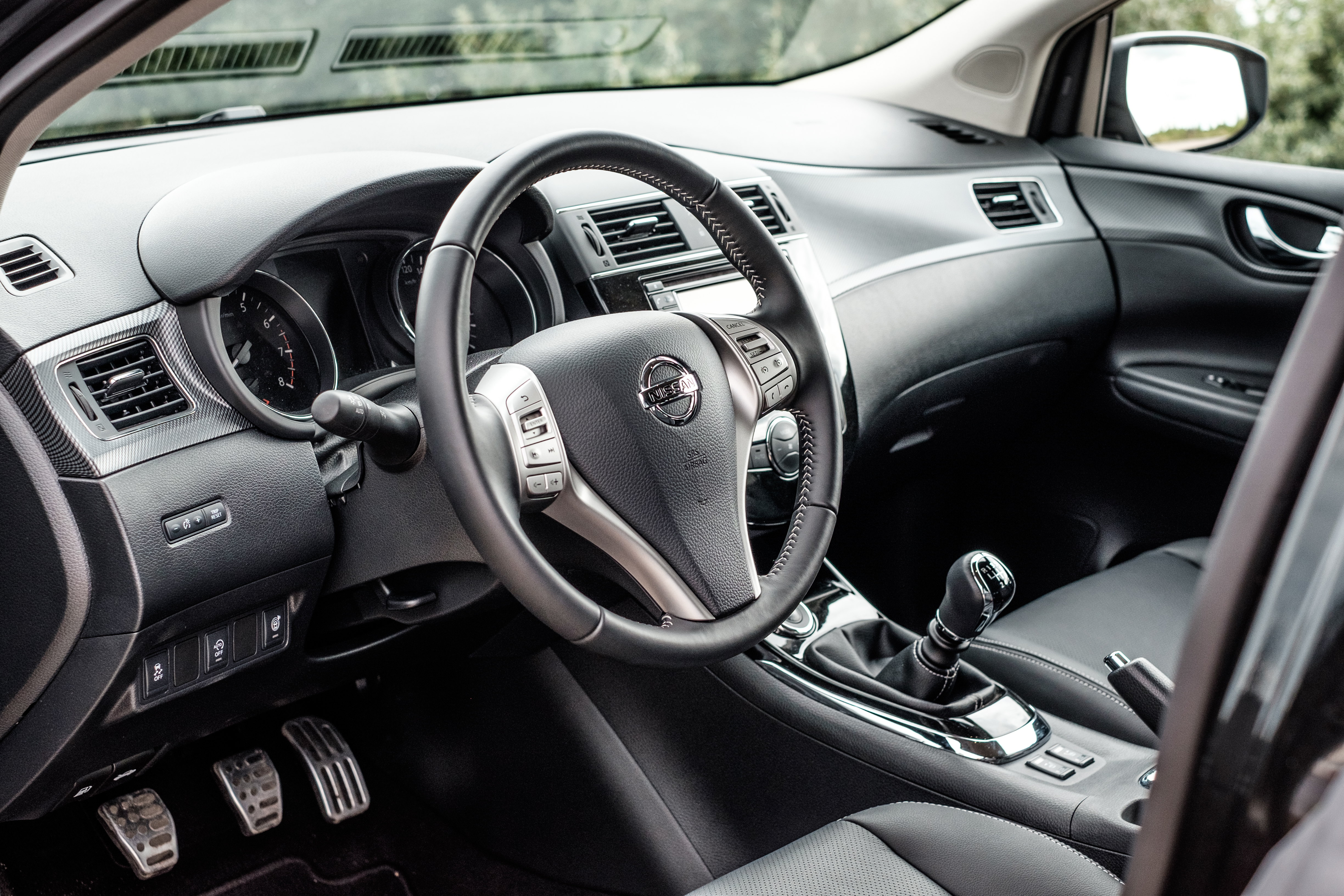

## 外部連結
- 台灣日產Tiida官方網站 （页面存档备份，存于）
- WEBカタログバックナンバー ティーダ（前期型） （页面存档备份，存于）
- WEBカタログバックナンバー ティーダ（後期型） （页面存档备份，存于）
- ティーダ CM情報 （页面存档备份，存于）